# Комбінація (шахи)
В шахах комбінацією називають форсований варіант з використанням різноманітних тактичних прийомів. Зазвичай елементом комбінації є жертва матеріалу.
У більшості випадків під час гри, кожен гравець має вибір з декількох приблизно рівноцінних можливостей, що робить складним планування на декілька ходів наперед. Такі ситуації краще розглядати з точки зору шахової стратегії. На протилежність таким ситуаціям, комбінація є достатньо форсованою, щоб один з гравців міг прорахувати як точно можна досягнути переваги проти будь-якого захисту. Зазвичай, перед тим як проводити комбінацію потрібно детально проаналізувати перебіг гри на декілька ходів наперед. інакше комбінація може виявитись некоректною.
Ірвінг Чернев сказав:
Що таке комбінація? Комбінація — це суміш ідей – зв'язок, вилок, відкритих шахів і т.ін. – які наділяють шахові фігури магічною силою. Це серія шалених ударів перед нокаутом. Це суть того, що відбувається на шахівниці. Це доторк чарівності, що вкладає душу в кам'яні фігури. Це все вищезазначене в сукупності і навіть більше того, комбінація — це серце шахів.

Комбінація - душа шахової партії. - О. Альохін
Комбінація - це форсований варіант з жертваи. - М. Ботвинник
Комбінація - це своєрідний вибух на шаховій дошці, під час якого втрачають своє значення "повсякденні" розрахунки і уявлення. Спершу уявна безглуздністьходу перетворюється силою задуму в засіб добитися пеемоги. Винахідливість, фантазія бере гору в боротьбіз могутніше озброєним суперником.Несподіваність жертви ще більше посилює цей контраст. У цьому полягає своєрідна краса комбінації в цілому і жертви зокрема. - І. Бондаревський. 
Мета комбінації може бути досягнення мата, пата, вічного шаха, матеріальних або позиційних вигод.
Шахова комбінація повинна бути з жертвою фігури. Без жертви  нема комбінації, а просто буде форсований маневр.
Ознаки комбінації:
1. Координовані дії фігур активної сторони;
2. Форсованість продовжень;
3. Наявність жертви;
4. Позитивна мета операції.[4]

## Приклад
Чим довшим є повернення назад пожертвуваного матеріалу, тим більш комбінація буде вражати. Позиція на діаграмі знизу з гри між Г. Степановим та Петром Романовським починається з комбінації, яка складається з декількох вилок та лінійних ударів.
|   | a | b | c | d | e | f | g | h |   |
| 8 | a8 чорна тура · c8 чорний слон · a7 чорний пішак · d7 чорний пішак · g7 чорний король · h7 чорний пішак · b6 чорний пішак · c6 чорний кінь · e6 чорний пішак · b4 білий пішак · c4 білий пішак · a3 білий пішак · d3 білий король · f3 чорна тура · c2 білий ферзь · h2 білий пішак · a1 біла тура · f1 білий слон | a8 чорна тура · c8 чорний слон · a7 чорний пішак · d7 чорний пішак · g7 чорний король · h7 чорний пішак · b6 чорний пішак · c6 чорний кінь · e6 чорний пішак · b4 білий пішак · c4 білий пішак · a3 білий пішак · d3 білий король · f3 чорна тура · c2 білий ферзь · h2 білий пішак · a1 біла тура · f1 білий слон | a8 чорна тура · c8 чорний слон · a7 чорний пішак · d7 чорний пішак · g7 чорний король · h7 чорний пішак · b6 чорний пішак · c6 чорний кінь · e6 чорний пішак · b4 білий пішак · c4 білий пішак · a3 білий пішак · d3 білий король · f3 чорна тура · c2 білий ферзь · h2 білий пішак · a1 біла тура · f1 білий слон | a8 чорна тура · c8 чорний слон · a7 чорний пішак · d7 чорний пішак · g7 чорний король · h7 чорний пішак · b6 чорний пішак · c6 чорний кінь · e6 чорний пішак · b4 білий пішак · c4 білий пішак · a3 білий пішак · d3 білий король · f3 чорна тура · c2 білий ферзь · h2 білий пішак · a1 біла тура · f1 білий слон | a8 чорна тура · c8 чорний слон · a7 чорний пішак · d7 чорний пішак · g7 чорний король · h7 чорний пішак · b6 чорний пішак · c6 чорний кінь · e6 чорний пішак · b4 білий пішак · c4 білий пішак · a3 білий пішак · d3 білий король · f3 чорна тура · c2 білий ферзь · h2 білий пішак · a1 біла тура · f1 білий слон | a8 чорна тура · c8 чорний слон · a7 чорний пішак · d7 чорний пішак · g7 чорний король · h7 чорний пішак · b6 чорний пішак · c6 чорний кінь · e6 чорний пішак · b4 білий пішак · c4 білий пішак · a3 білий пішак · d3 білий король · f3 чорна тура · c2 білий ферзь · h2 білий пішак · a1 біла тура · f1 білий слон | a8 чорна тура · c8 чорний слон · a7 чорний пішак · d7 чорний пішак · g7 чорний король · h7 чорний пішак · b6 чорний пішак · c6 чорний кінь · e6 чорний пішак · b4 білий пішак · c4 білий пішак · a3 білий пішак · d3 білий король · f3 чорна тура · c2 білий ферзь · h2 білий пішак · a1 біла тура · f1 білий слон | a8 чорна тура · c8 чорний слон · a7 чорний пішак · d7 чорний пішак · g7 чорний король · h7 чорний пішак · b6 чорний пішак · c6 чорний кінь · e6 чорний пішак · b4 білий пішак · c4 білий пішак · a3 білий пішак · d3 білий король · f3 чорна тура · c2 білий ферзь · h2 білий пішак · a1 біла тура · f1 білий слон | 8 |
| 7 | a8 чорна тура · c8 чорний слон · a7 чорний пішак · d7 чорний пішак · g7 чорний король · h7 чорний пішак · b6 чорний пішак · c6 чорний кінь · e6 чорний пішак · b4 білий пішак · c4 білий пішак · a3 білий пішак · d3 білий король · f3 чорна тура · c2 білий ферзь · h2 білий пішак · a1 біла тура · f1 білий слон | a8 чорна тура · c8 чорний слон · a7 чорний пішак · d7 чорний пішак · g7 чорний король · h7 чорний пішак · b6 чорний пішак · c6 чорний кінь · e6 чорний пішак · b4 білий пішак · c4 білий пішак · a3 білий пішак · d3 білий король · f3 чорна тура · c2 білий ферзь · h2 білий пішак · a1 біла тура · f1 білий слон | a8 чорна тура · c8 чорний слон · a7 чорний пішак · d7 чорний пішак · g7 чорний король · h7 чорний пішак · b6 чорний пішак · c6 чорний кінь · e6 чорний пішак · b4 білий пішак · c4 білий пішак · a3 білий пішак · d3 білий король · f3 чорна тура · c2 білий ферзь · h2 білий пішак · a1 біла тура · f1 білий слон | a8 чорна тура · c8 чорний слон · a7 чорний пішак · d7 чорний пішак · g7 чорний король · h7 чорний пішак · b6 чорний пішак · c6 чорний кінь · e6 чорний пішак · b4 білий пішак · c4 білий пішак · a3 білий пішак · d3 білий король · f3 чорна тура · c2 білий ферзь · h2 білий пішак · a1 біла тура · f1 білий слон | a8 чорна тура · c8 чорний слон · a7 чорний пішак · d7 чорний пішак · g7 чорний король · h7 чорний пішак · b6 чорний пішак · c6 чорний кінь · e6 чорний пішак · b4 білий пішак · c4 білий пішак · a3 білий пішак · d3 білий король · f3 чорна тура · c2 білий ферзь · h2 білий пішак · a1 біла тура · f1 білий слон | a8 чорна тура · c8 чорний слон · a7 чорний пішак · d7 чорний пішак · g7 чорний король · h7 чорний пішак · b6 чорний пішак · c6 чорний кінь · e6 чорний пішак · b4 білий пішак · c4 білий пішак · a3 білий пішак · d3 білий король · f3 чорна тура · c2 білий ферзь · h2 білий пішак · a1 біла тура · f1 білий слон | a8 чорна тура · c8 чорний слон · a7 чорний пішак · d7 чорний пішак · g7 чорний король · h7 чорний пішак · b6 чорний пішак · c6 чорний кінь · e6 чорний пішак · b4 білий пішак · c4 білий пішак · a3 білий пішак · d3 білий король · f3 чорна тура · c2 білий ферзь · h2 білий пішак · a1 біла тура · f1 білий слон | a8 чорна тура · c8 чорний слон · a7 чорний пішак · d7 чорний пішак · g7 чорний король · h7 чорний пішак · b6 чорний пішак · c6 чорний кінь · e6 чорний пішак · b4 білий пішак · c4 білий пішак · a3 білий пішак · d3 білий король · f3 чорна тура · c2 білий ферзь · h2 білий пішак · a1 біла тура · f1 білий слон | 7 |
| 6 | a8 чорна тура · c8 чорний слон · a7 чорний пішак · d7 чорний пішак · g7 чорний король · h7 чорний пішак · b6 чорний пішак · c6 чорний кінь · e6 чорний пішак · b4 білий пішак · c4 білий пішак · a3 білий пішак · d3 білий король · f3 чорна тура · c2 білий ферзь · h2 білий пішак · a1 біла тура · f1 білий слон | a8 чорна тура · c8 чорний слон · a7 чорний пішак · d7 чорний пішак · g7 чорний король · h7 чорний пішак · b6 чорний пішак · c6 чорний кінь · e6 чорний пішак · b4 білий пішак · c4 білий пішак · a3 білий пішак · d3 білий король · f3 чорна тура · c2 білий ферзь · h2 білий пішак · a1 біла тура · f1 білий слон | a8 чорна тура · c8 чорний слон · a7 чорний пішак · d7 чорний пішак · g7 чорний король · h7 чорний пішак · b6 чорний пішак · c6 чорний кінь · e6 чорний пішак · b4 білий пішак · c4 білий пішак · a3 білий пішак · d3 білий король · f3 чорна тура · c2 білий ферзь · h2 білий пішак · a1 біла тура · f1 білий слон | a8 чорна тура · c8 чорний слон · a7 чорний пішак · d7 чорний пішак · g7 чорний король · h7 чорний пішак · b6 чорний пішак · c6 чорний кінь · e6 чорний пішак · b4 білий пішак · c4 білий пішак · a3 білий пішак · d3 білий король · f3 чорна тура · c2 білий ферзь · h2 білий пішак · a1 біла тура · f1 білий слон | a8 чорна тура · c8 чорний слон · a7 чорний пішак · d7 чорний пішак · g7 чорний король · h7 чорний пішак · b6 чорний пішак · c6 чорний кінь · e6 чорний пішак · b4 білий пішак · c4 білий пішак · a3 білий пішак · d3 білий король · f3 чорна тура · c2 білий ферзь · h2 білий пішак · a1 біла тура · f1 білий слон | a8 чорна тура · c8 чорний слон · a7 чорний пішак · d7 чорний пішак · g7 чорний король · h7 чорний пішак · b6 чорний пішак · c6 чорний кінь · e6 чорний пішак · b4 білий пішак · c4 білий пішак · a3 білий пішак · d3 білий король · f3 чорна тура · c2 білий ферзь · h2 білий пішак · a1 біла тура · f1 білий слон | a8 чорна тура · c8 чорний слон · a7 чорний пішак · d7 чорний пішак · g7 чорний король · h7 чорний пішак · b6 чорний пішак · c6 чорний кінь · e6 чорний пішак · b4 білий пішак · c4 білий пішак · a3 білий пішак · d3 білий король · f3 чорна тура · c2 білий ферзь · h2 білий пішак · a1 біла тура · f1 білий слон | a8 чорна тура · c8 чорний слон · a7 чорний пішак · d7 чорний пішак · g7 чорний король · h7 чорний пішак · b6 чорний пішак · c6 чорний кінь · e6 чорний пішак · b4 білий пішак · c4 білий пішак · a3 білий пішак · d3 білий король · f3 чорна тура · c2 білий ферзь · h2 білий пішак · a1 біла тура · f1 білий слон | 6 |
| 5 | a8 чорна тура · c8 чорний слон · a7 чорний пішак · d7 чорний пішак · g7 чорний король · h7 чорний пішак · b6 чорний пішак · c6 чорний кінь · e6 чорний пішак · b4 білий пішак · c4 білий пішак · a3 білий пішак · d3 білий король · f3 чорна тура · c2 білий ферзь · h2 білий пішак · a1 біла тура · f1 білий слон | a8 чорна тура · c8 чорний слон · a7 чорний пішак · d7 чорний пішак · g7 чорний король · h7 чорний пішак · b6 чорний пішак · c6 чорний кінь · e6 чорний пішак · b4 білий пішак · c4 білий пішак · a3 білий пішак · d3 білий король · f3 чорна тура · c2 білий ферзь · h2 білий пішак · a1 біла тура · f1 білий слон | a8 чорна тура · c8 чорний слон · a7 чорний пішак · d7 чорний пішак · g7 чорний король · h7 чорний пішак · b6 чорний пішак · c6 чорний кінь · e6 чорний пішак · b4 білий пішак · c4 білий пішак · a3 білий пішак · d3 білий король · f3 чорна тура · c2 білий ферзь · h2 білий пішак · a1 біла тура · f1 білий слон | a8 чорна тура · c8 чорний слон · a7 чорний пішак · d7 чорний пішак · g7 чорний король · h7 чорний пішак · b6 чорний пішак · c6 чорний кінь · e6 чорний пішак · b4 білий пішак · c4 білий пішак · a3 білий пішак · d3 білий король · f3 чорна тура · c2 білий ферзь · h2 білий пішак · a1 біла тура · f1 білий слон | a8 чорна тура · c8 чорний слон · a7 чорний пішак · d7 чорний пішак · g7 чорний король · h7 чорний пішак · b6 чорний пішак · c6 чорний кінь · e6 чорний пішак · b4 білий пішак · c4 білий пішак · a3 білий пішак · d3 білий король · f3 чорна тура · c2 білий ферзь · h2 білий пішак · a1 біла тура · f1 білий слон | a8 чорна тура · c8 чорний слон · a7 чорний пішак · d7 чорний пішак · g7 чорний король · h7 чорний пішак · b6 чорний пішак · c6 чорний кінь · e6 чорний пішак · b4 білий пішак · c4 білий пішак · a3 білий пішак · d3 білий король · f3 чорна тура · c2 білий ферзь · h2 білий пішак · a1 біла тура · f1 білий слон | a8 чорна тура · c8 чорний слон · a7 чорний пішак · d7 чорний пішак · g7 чорний король · h7 чорний пішак · b6 чорний пішак · c6 чорний кінь · e6 чорний пішак · b4 білий пішак · c4 білий пішак · a3 білий пішак · d3 білий король · f3 чорна тура · c2 білий ферзь · h2 білий пішак · a1 біла тура · f1 білий слон | a8 чорна тура · c8 чорний слон · a7 чорний пішак · d7 чорний пішак · g7 чорний король · h7 чорний пішак · b6 чорний пішак · c6 чорний кінь · e6 чорний пішак · b4 білий пішак · c4 білий пішак · a3 білий пішак · d3 білий король · f3 чорна тура · c2 білий ферзь · h2 білий пішак · a1 біла тура · f1 білий слон | 5 |
| 4 | a8 чорна тура · c8 чорний слон · a7 чорний пішак · d7 чорний пішак · g7 чорний король · h7 чорний пішак · b6 чорний пішак · c6 чорний кінь · e6 чорний пішак · b4 білий пішак · c4 білий пішак · a3 білий пішак · d3 білий король · f3 чорна тура · c2 білий ферзь · h2 білий пішак · a1 біла тура · f1 білий слон | a8 чорна тура · c8 чорний слон · a7 чорний пішак · d7 чорний пішак · g7 чорний король · h7 чорний пішак · b6 чорний пішак · c6 чорний кінь · e6 чорний пішак · b4 білий пішак · c4 білий пішак · a3 білий пішак · d3 білий король · f3 чорна тура · c2 білий ферзь · h2 білий пішак · a1 біла тура · f1 білий слон | a8 чорна тура · c8 чорний слон · a7 чорний пішак · d7 чорний пішак · g7 чорний король · h7 чорний пішак · b6 чорний пішак · c6 чорний кінь · e6 чорний пішак · b4 білий пішак · c4 білий пішак · a3 білий пішак · d3 білий король · f3 чорна тура · c2 білий ферзь · h2 білий пішак · a1 біла тура · f1 білий слон | a8 чорна тура · c8 чорний слон · a7 чорний пішак · d7 чорний пішак · g7 чорний король · h7 чорний пішак · b6 чорний пішак · c6 чорний кінь · e6 чорний пішак · b4 білий пішак · c4 білий пішак · a3 білий пішак · d3 білий король · f3 чорна тура · c2 білий ферзь · h2 білий пішак · a1 біла тура · f1 білий слон | a8 чорна тура · c8 чорний слон · a7 чорний пішак · d7 чорний пішак · g7 чорний король · h7 чорний пішак · b6 чорний пішак · c6 чорний кінь · e6 чорний пішак · b4 білий пішак · c4 білий пішак · a3 білий пішак · d3 білий король · f3 чорна тура · c2 білий ферзь · h2 білий пішак · a1 біла тура · f1 білий слон | a8 чорна тура · c8 чорний слон · a7 чорний пішак · d7 чорний пішак · g7 чорний король · h7 чорний пішак · b6 чорний пішак · c6 чорний кінь · e6 чорний пішак · b4 білий пішак · c4 білий пішак · a3 білий пішак · d3 білий король · f3 чорна тура · c2 білий ферзь · h2 білий пішак · a1 біла тура · f1 білий слон | a8 чорна тура · c8 чорний слон · a7 чорний пішак · d7 чорний пішак · g7 чорний король · h7 чорний пішак · b6 чорний пішак · c6 чорний кінь · e6 чорний пішак · b4 білий пішак · c4 білий пішак · a3 білий пішак · d3 білий король · f3 чорна тура · c2 білий ферзь · h2 білий пішак · a1 біла тура · f1 білий слон | a8 чорна тура · c8 чорний слон · a7 чорний пішак · d7 чорний пішак · g7 чорний король · h7 чорний пішак · b6 чорний пішак · c6 чорний кінь · e6 чорний пішак · b4 білий пішак · c4 білий пішак · a3 білий пішак · d3 білий король · f3 чорна тура · c2 білий ферзь · h2 білий пішак · a1 біла тура · f1 білий слон | 4 |
| 3 | a8 чорна тура · c8 чорний слон · a7 чорний пішак · d7 чорний пішак · g7 чорний король · h7 чорний пішак · b6 чорний пішак · c6 чорний кінь · e6 чорний пішак · b4 білий пішак · c4 білий пішак · a3 білий пішак · d3 білий король · f3 чорна тура · c2 білий ферзь · h2 білий пішак · a1 біла тура · f1 білий слон | a8 чорна тура · c8 чорний слон · a7 чорний пішак · d7 чорний пішак · g7 чорний король · h7 чорний пішак · b6 чорний пішак · c6 чорний кінь · e6 чорний пішак · b4 білий пішак · c4 білий пішак · a3 білий пішак · d3 білий король · f3 чорна тура · c2 білий ферзь · h2 білий пішак · a1 біла тура · f1 білий слон | a8 чорна тура · c8 чорний слон · a7 чорний пішак · d7 чорний пішак · g7 чорний король · h7 чорний пішак · b6 чорний пішак · c6 чорний кінь · e6 чорний пішак · b4 білий пішак · c4 білий пішак · a3 білий пішак · d3 білий король · f3 чорна тура · c2 білий ферзь · h2 білий пішак · a1 біла тура · f1 білий слон | a8 чорна тура · c8 чорний слон · a7 чорний пішак · d7 чорний пішак · g7 чорний король · h7 чорний пішак · b6 чорний пішак · c6 чорний кінь · e6 чорний пішак · b4 білий пішак · c4 білий пішак · a3 білий пішак · d3 білий король · f3 чорна тура · c2 білий ферзь · h2 білий пішак · a1 біла тура · f1 білий слон | a8 чорна тура · c8 чорний слон · a7 чорний пішак · d7 чорний пішак · g7 чорний король · h7 чорний пішак · b6 чорний пішак · c6 чорний кінь · e6 чорний пішак · b4 білий пішак · c4 білий пішак · a3 білий пішак · d3 білий король · f3 чорна тура · c2 білий ферзь · h2 білий пішак · a1 біла тура · f1 білий слон | a8 чорна тура · c8 чорний слон · a7 чорний пішак · d7 чорний пішак · g7 чорний король · h7 чорний пішак · b6 чорний пішак · c6 чорний кінь · e6 чорний пішак · b4 білий пішак · c4 білий пішак · a3 білий пішак · d3 білий король · f3 чорна тура · c2 білий ферзь · h2 білий пішак · a1 біла тура · f1 білий слон | a8 чорна тура · c8 чорний слон · a7 чорний пішак · d7 чорний пішак · g7 чорний король · h7 чорний пішак · b6 чорний пішак · c6 чорний кінь · e6 чорний пішак · b4 білий пішак · c4 білий пішак · a3 білий пішак · d3 білий король · f3 чорна тура · c2 білий ферзь · h2 білий пішак · a1 біла тура · f1 білий слон | a8 чорна тура · c8 чорний слон · a7 чорний пішак · d7 чорний пішак · g7 чорний король · h7 чорний пішак · b6 чорний пішак · c6 чорний кінь · e6 чорний пішак · b4 білий пішак · c4 білий пішак · a3 білий пішак · d3 білий король · f3 чорна тура · c2 білий ферзь · h2 білий пішак · a1 біла тура · f1 білий слон | 3 |
| 2 | a8 чорна тура · c8 чорний слон · a7 чорний пішак · d7 чорний пішак · g7 чорний король · h7 чорний пішак · b6 чорний пішак · c6 чорний кінь · e6 чорний пішак · b4 білий пішак · c4 білий пішак · a3 білий пішак · d3 білий король · f3 чорна тура · c2 білий ферзь · h2 білий пішак · a1 біла тура · f1 білий слон | a8 чорна тура · c8 чорний слон · a7 чорний пішак · d7 чорний пішак · g7 чорний король · h7 чорний пішак · b6 чорний пішак · c6 чорний кінь · e6 чорний пішак · b4 білий пішак · c4 білий пішак · a3 білий пішак · d3 білий король · f3 чорна тура · c2 білий ферзь · h2 білий пішак · a1 біла тура · f1 білий слон | a8 чорна тура · c8 чорний слон · a7 чорний пішак · d7 чорний пішак · g7 чорний король · h7 чорний пішак · b6 чорний пішак · c6 чорний кінь · e6 чорний пішак · b4 білий пішак · c4 білий пішак · a3 білий пішак · d3 білий король · f3 чорна тура · c2 білий ферзь · h2 білий пішак · a1 біла тура · f1 білий слон | a8 чорна тура · c8 чорний слон · a7 чорний пішак · d7 чорний пішак · g7 чорний король · h7 чорний пішак · b6 чорний пішак · c6 чорний кінь · e6 чорний пішак · b4 білий пішак · c4 білий пішак · a3 білий пішак · d3 білий король · f3 чорна тура · c2 білий ферзь · h2 білий пішак · a1 біла тура · f1 білий слон | a8 чорна тура · c8 чорний слон · a7 чорний пішак · d7 чорний пішак · g7 чорний король · h7 чорний пішак · b6 чорний пішак · c6 чорний кінь · e6 чорний пішак · b4 білий пішак · c4 білий пішак · a3 білий пішак · d3 білий король · f3 чорна тура · c2 білий ферзь · h2 білий пішак · a1 біла тура · f1 білий слон | a8 чорна тура · c8 чорний слон · a7 чорний пішак · d7 чорний пішак · g7 чорний король · h7 чорний пішак · b6 чорний пішак · c6 чорний кінь · e6 чорний пішак · b4 білий пішак · c4 білий пішак · a3 білий пішак · d3 білий король · f3 чорна тура · c2 білий ферзь · h2 білий пішак · a1 біла тура · f1 білий слон | a8 чорна тура · c8 чорний слон · a7 чорний пішак · d7 чорний пішак · g7 чорний король · h7 чорний пішак · b6 чорний пішак · c6 чорний кінь · e6 чорний пішак · b4 білий пішак · c4 білий пішак · a3 білий пішак · d3 білий король · f3 чорна тура · c2 білий ферзь · h2 білий пішак · a1 біла тура · f1 білий слон | a8 чорна тура · c8 чорний слон · a7 чорний пішак · d7 чорний пішак · g7 чорний король · h7 чорний пішак · b6 чорний пішак · c6 чорний кінь · e6 чорний пішак · b4 білий пішак · c4 білий пішак · a3 білий пішак · d3 білий король · f3 чорна тура · c2 білий ферзь · h2 білий пішак · a1 біла тура · f1 білий слон | 2 |
| 1 | a8 чорна тура · c8 чорний слон · a7 чорний пішак · d7 чорний пішак · g7 чорний король · h7 чорний пішак · b6 чорний пішак · c6 чорний кінь · e6 чорний пішак · b4 білий пішак · c4 білий пішак · a3 білий пішак · d3 білий король · f3 чорна тура · c2 білий ферзь · h2 білий пішак · a1 біла тура · f1 білий слон | a8 чорна тура · c8 чорний слон · a7 чорний пішак · d7 чорний пішак · g7 чорний король · h7 чорний пішак · b6 чорний пішак · c6 чорний кінь · e6 чорний пішак · b4 білий пішак · c4 білий пішак · a3 білий пішак · d3 білий король · f3 чорна тура · c2 білий ферзь · h2 білий пішак · a1 біла тура · f1 білий слон | a8 чорна тура · c8 чорний слон · a7 чорний пішак · d7 чорний пішак · g7 чорний король · h7 чорний пішак · b6 чорний пішак · c6 чорний кінь · e6 чорний пішак · b4 білий пішак · c4 білий пішак · a3 білий пішак · d3 білий король · f3 чорна тура · c2 білий ферзь · h2 білий пішак · a1 біла тура · f1 білий слон | a8 чорна тура · c8 чорний слон · a7 чорний пішак · d7 чорний пішак · g7 чорний король · h7 чорний пішак · b6 чорний пішак · c6 чорний кінь · e6 чорний пішак · b4 білий пішак · c4 білий пішак · a3 білий пішак · d3 білий король · f3 чорна тура · c2 білий ферзь · h2 білий пішак · a1 біла тура · f1 білий слон | a8 чорна тура · c8 чорний слон · a7 чорний пішак · d7 чорний пішак · g7 чорний король · h7 чорний пішак · b6 чорний пішак · c6 чорний кінь · e6 чорний пішак · b4 білий пішак · c4 білий пішак · a3 білий пішак · d3 білий король · f3 чорна тура · c2 білий ферзь · h2 білий пішак · a1 біла тура · f1 білий слон | a8 чорна тура · c8 чорний слон · a7 чорний пішак · d7 чорний пішак · g7 чорний король · h7 чорний пішак · b6 чорний пішак · c6 чорний кінь · e6 чорний пішак · b4 білий пішак · c4 білий пішак · a3 білий пішак · d3 білий король · f3 чорна тура · c2 білий ферзь · h2 білий пішак · a1 біла тура · f1 білий слон | a8 чорна тура · c8 чорний слон · a7 чорний пішак · d7 чорний пішак · g7 чорний король · h7 чорний пішак · b6 чорний пішак · c6 чорний кінь · e6 чорний пішак · b4 білий пішак · c4 білий пішак · a3 білий пішак · d3 білий король · f3 чорна тура · c2 білий ферзь · h2 білий пішак · a1 біла тура · f1 білий слон | a8 чорна тура · c8 чорний слон · a7 чорний пішак · d7 чорний пішак · g7 чорний король · h7 чорний пішак · b6 чорний пішак · c6 чорний кінь · e6 чорний пішак · b4 білий пішак · c4 білий пішак · a3 білий пішак · d3 білий король · f3 чорна тура · c2 білий ферзь · h2 білий пішак · a1 біла тура · f1 білий слон | 1 |
|   | a | b | c | d | e | f | g | h |   |

Останній хід чорних 1… Rxf3+. Відступ короля 2.Ke2 дозволив би 2…Nd4+ королівську вилку, що атакує короля і ферзя білих, з виграшем ферзя. Аналогічно, 2.Kd2 дозволив би 2…Rf2+, що ставить під лінійний удар короля і ферзя 3.Be2 Rxe2+! 4.Kxe2 Nd4+, знову з виграшем ферзя. Через це білі вибрали 2.Ke4, але здались після 2…d5+!. Білі все ще не можуть побити чорну туру без програшу ферзя, але альтернатива 3.cxd5 exd5+ 4. Kxd5 Be6+ залишила би білих без захисту. Побиття слона королем 5.Kxe6 дозволило б провести вилку, що вже довго загрожувала 5…Nd4+, тоді як побиття коня королем 5.Kxc6 дозволяє лінійний удар 5…Rc8+ після якого 6…Rxc2. Відступ королем 5.Ke4 дозволяє лінійний удар слоном ферзя і короля 5…Bf5+, а отже перед білими постає тільки один вибір: 5.Kd6.
Після 5.Kd6 чорні б зіграли 5… Rd8+. Білі не можуть побити коня та слона з тих самих міркувань, що й до цього (після 6.Kxe6 Nd4+ 7. Ke7, чорні виводять туру наперед 7… Nxc2 8.Kxd8 Nxa1), що залишає тільки один дозволений хід, а саме 6.Kc7, але потім 6… Rf7+ примушуючи білого короля взяти чорного коня, що дозволяє лінійний удар 7… Rc8+ після чого 8…Rxc2.
Комбінації можуть бути:
- прості (включають одну тактичну ідею);

|   | a | b | c | d | e | f | g | h |   |
| 8 | g8 чорний король · f7 чорний пішак · e6 чорний слон · f6 білий пішак · g6 чорний пішак · h5 чорний пішак · f4 чорний ферзь · a3 білий ферзь · d2 чорна тура · f2 білий пішак · g2 білий пішак · h2 білий пішак · a1 біла тура · f1 білий слон · g1 білий король | g8 чорний король · f7 чорний пішак · e6 чорний слон · f6 білий пішак · g6 чорний пішак · h5 чорний пішак · f4 чорний ферзь · a3 білий ферзь · d2 чорна тура · f2 білий пішак · g2 білий пішак · h2 білий пішак · a1 біла тура · f1 білий слон · g1 білий король | g8 чорний король · f7 чорний пішак · e6 чорний слон · f6 білий пішак · g6 чорний пішак · h5 чорний пішак · f4 чорний ферзь · a3 білий ферзь · d2 чорна тура · f2 білий пішак · g2 білий пішак · h2 білий пішак · a1 біла тура · f1 білий слон · g1 білий король | g8 чорний король · f7 чорний пішак · e6 чорний слон · f6 білий пішак · g6 чорний пішак · h5 чорний пішак · f4 чорний ферзь · a3 білий ферзь · d2 чорна тура · f2 білий пішак · g2 білий пішак · h2 білий пішак · a1 біла тура · f1 білий слон · g1 білий король | g8 чорний король · f7 чорний пішак · e6 чорний слон · f6 білий пішак · g6 чорний пішак · h5 чорний пішак · f4 чорний ферзь · a3 білий ферзь · d2 чорна тура · f2 білий пішак · g2 білий пішак · h2 білий пішак · a1 біла тура · f1 білий слон · g1 білий король | g8 чорний король · f7 чорний пішак · e6 чорний слон · f6 білий пішак · g6 чорний пішак · h5 чорний пішак · f4 чорний ферзь · a3 білий ферзь · d2 чорна тура · f2 білий пішак · g2 білий пішак · h2 білий пішак · a1 біла тура · f1 білий слон · g1 білий король | g8 чорний король · f7 чорний пішак · e6 чорний слон · f6 білий пішак · g6 чорний пішак · h5 чорний пішак · f4 чорний ферзь · a3 білий ферзь · d2 чорна тура · f2 білий пішак · g2 білий пішак · h2 білий пішак · a1 біла тура · f1 білий слон · g1 білий король | g8 чорний король · f7 чорний пішак · e6 чорний слон · f6 білий пішак · g6 чорний пішак · h5 чорний пішак · f4 чорний ферзь · a3 білий ферзь · d2 чорна тура · f2 білий пішак · g2 білий пішак · h2 білий пішак · a1 біла тура · f1 білий слон · g1 білий король | 8 |
| 7 | g8 чорний король · f7 чорний пішак · e6 чорний слон · f6 білий пішак · g6 чорний пішак · h5 чорний пішак · f4 чорний ферзь · a3 білий ферзь · d2 чорна тура · f2 білий пішак · g2 білий пішак · h2 білий пішак · a1 біла тура · f1 білий слон · g1 білий король | g8 чорний король · f7 чорний пішак · e6 чорний слон · f6 білий пішак · g6 чорний пішак · h5 чорний пішак · f4 чорний ферзь · a3 білий ферзь · d2 чорна тура · f2 білий пішак · g2 білий пішак · h2 білий пішак · a1 біла тура · f1 білий слон · g1 білий король | g8 чорний король · f7 чорний пішак · e6 чорний слон · f6 білий пішак · g6 чорний пішак · h5 чорний пішак · f4 чорний ферзь · a3 білий ферзь · d2 чорна тура · f2 білий пішак · g2 білий пішак · h2 білий пішак · a1 біла тура · f1 білий слон · g1 білий король | g8 чорний король · f7 чорний пішак · e6 чорний слон · f6 білий пішак · g6 чорний пішак · h5 чорний пішак · f4 чорний ферзь · a3 білий ферзь · d2 чорна тура · f2 білий пішак · g2 білий пішак · h2 білий пішак · a1 біла тура · f1 білий слон · g1 білий король | g8 чорний король · f7 чорний пішак · e6 чорний слон · f6 білий пішак · g6 чорний пішак · h5 чорний пішак · f4 чорний ферзь · a3 білий ферзь · d2 чорна тура · f2 білий пішак · g2 білий пішак · h2 білий пішак · a1 біла тура · f1 білий слон · g1 білий король | g8 чорний король · f7 чорний пішак · e6 чорний слон · f6 білий пішак · g6 чорний пішак · h5 чорний пішак · f4 чорний ферзь · a3 білий ферзь · d2 чорна тура · f2 білий пішак · g2 білий пішак · h2 білий пішак · a1 біла тура · f1 білий слон · g1 білий король | g8 чорний король · f7 чорний пішак · e6 чорний слон · f6 білий пішак · g6 чорний пішак · h5 чорний пішак · f4 чорний ферзь · a3 білий ферзь · d2 чорна тура · f2 білий пішак · g2 білий пішак · h2 білий пішак · a1 біла тура · f1 білий слон · g1 білий король | g8 чорний король · f7 чорний пішак · e6 чорний слон · f6 білий пішак · g6 чорний пішак · h5 чорний пішак · f4 чорний ферзь · a3 білий ферзь · d2 чорна тура · f2 білий пішак · g2 білий пішак · h2 білий пішак · a1 біла тура · f1 білий слон · g1 білий король | 7 |
| 6 | g8 чорний король · f7 чорний пішак · e6 чорний слон · f6 білий пішак · g6 чорний пішак · h5 чорний пішак · f4 чорний ферзь · a3 білий ферзь · d2 чорна тура · f2 білий пішак · g2 білий пішак · h2 білий пішак · a1 біла тура · f1 білий слон · g1 білий король | g8 чорний король · f7 чорний пішак · e6 чорний слон · f6 білий пішак · g6 чорний пішак · h5 чорний пішак · f4 чорний ферзь · a3 білий ферзь · d2 чорна тура · f2 білий пішак · g2 білий пішак · h2 білий пішак · a1 біла тура · f1 білий слон · g1 білий король | g8 чорний король · f7 чорний пішак · e6 чорний слон · f6 білий пішак · g6 чорний пішак · h5 чорний пішак · f4 чорний ферзь · a3 білий ферзь · d2 чорна тура · f2 білий пішак · g2 білий пішак · h2 білий пішак · a1 біла тура · f1 білий слон · g1 білий король | g8 чорний король · f7 чорний пішак · e6 чорний слон · f6 білий пішак · g6 чорний пішак · h5 чорний пішак · f4 чорний ферзь · a3 білий ферзь · d2 чорна тура · f2 білий пішак · g2 білий пішак · h2 білий пішак · a1 біла тура · f1 білий слон · g1 білий король | g8 чорний король · f7 чорний пішак · e6 чорний слон · f6 білий пішак · g6 чорний пішак · h5 чорний пішак · f4 чорний ферзь · a3 білий ферзь · d2 чорна тура · f2 білий пішак · g2 білий пішак · h2 білий пішак · a1 біла тура · f1 білий слон · g1 білий король | g8 чорний король · f7 чорний пішак · e6 чорний слон · f6 білий пішак · g6 чорний пішак · h5 чорний пішак · f4 чорний ферзь · a3 білий ферзь · d2 чорна тура · f2 білий пішак · g2 білий пішак · h2 білий пішак · a1 біла тура · f1 білий слон · g1 білий король | g8 чорний король · f7 чорний пішак · e6 чорний слон · f6 білий пішак · g6 чорний пішак · h5 чорний пішак · f4 чорний ферзь · a3 білий ферзь · d2 чорна тура · f2 білий пішак · g2 білий пішак · h2 білий пішак · a1 біла тура · f1 білий слон · g1 білий король | g8 чорний король · f7 чорний пішак · e6 чорний слон · f6 білий пішак · g6 чорний пішак · h5 чорний пішак · f4 чорний ферзь · a3 білий ферзь · d2 чорна тура · f2 білий пішак · g2 білий пішак · h2 білий пішак · a1 біла тура · f1 білий слон · g1 білий король | 6 |
| 5 | g8 чорний король · f7 чорний пішак · e6 чорний слон · f6 білий пішак · g6 чорний пішак · h5 чорний пішак · f4 чорний ферзь · a3 білий ферзь · d2 чорна тура · f2 білий пішак · g2 білий пішак · h2 білий пішак · a1 біла тура · f1 білий слон · g1 білий король | g8 чорний король · f7 чорний пішак · e6 чорний слон · f6 білий пішак · g6 чорний пішак · h5 чорний пішак · f4 чорний ферзь · a3 білий ферзь · d2 чорна тура · f2 білий пішак · g2 білий пішак · h2 білий пішак · a1 біла тура · f1 білий слон · g1 білий король | g8 чорний король · f7 чорний пішак · e6 чорний слон · f6 білий пішак · g6 чорний пішак · h5 чорний пішак · f4 чорний ферзь · a3 білий ферзь · d2 чорна тура · f2 білий пішак · g2 білий пішак · h2 білий пішак · a1 біла тура · f1 білий слон · g1 білий король | g8 чорний король · f7 чорний пішак · e6 чорний слон · f6 білий пішак · g6 чорний пішак · h5 чорний пішак · f4 чорний ферзь · a3 білий ферзь · d2 чорна тура · f2 білий пішак · g2 білий пішак · h2 білий пішак · a1 біла тура · f1 білий слон · g1 білий король | g8 чорний король · f7 чорний пішак · e6 чорний слон · f6 білий пішак · g6 чорний пішак · h5 чорний пішак · f4 чорний ферзь · a3 білий ферзь · d2 чорна тура · f2 білий пішак · g2 білий пішак · h2 білий пішак · a1 біла тура · f1 білий слон · g1 білий король | g8 чорний король · f7 чорний пішак · e6 чорний слон · f6 білий пішак · g6 чорний пішак · h5 чорний пішак · f4 чорний ферзь · a3 білий ферзь · d2 чорна тура · f2 білий пішак · g2 білий пішак · h2 білий пішак · a1 біла тура · f1 білий слон · g1 білий король | g8 чорний король · f7 чорний пішак · e6 чорний слон · f6 білий пішак · g6 чорний пішак · h5 чорний пішак · f4 чорний ферзь · a3 білий ферзь · d2 чорна тура · f2 білий пішак · g2 білий пішак · h2 білий пішак · a1 біла тура · f1 білий слон · g1 білий король | g8 чорний король · f7 чорний пішак · e6 чорний слон · f6 білий пішак · g6 чорний пішак · h5 чорний пішак · f4 чорний ферзь · a3 білий ферзь · d2 чорна тура · f2 білий пішак · g2 білий пішак · h2 білий пішак · a1 біла тура · f1 білий слон · g1 білий король | 5 |
| 4 | g8 чорний король · f7 чорний пішак · e6 чорний слон · f6 білий пішак · g6 чорний пішак · h5 чорний пішак · f4 чорний ферзь · a3 білий ферзь · d2 чорна тура · f2 білий пішак · g2 білий пішак · h2 білий пішак · a1 біла тура · f1 білий слон · g1 білий король | g8 чорний король · f7 чорний пішак · e6 чорний слон · f6 білий пішак · g6 чорний пішак · h5 чорний пішак · f4 чорний ферзь · a3 білий ферзь · d2 чорна тура · f2 білий пішак · g2 білий пішак · h2 білий пішак · a1 біла тура · f1 білий слон · g1 білий король | g8 чорний король · f7 чорний пішак · e6 чорний слон · f6 білий пішак · g6 чорний пішак · h5 чорний пішак · f4 чорний ферзь · a3 білий ферзь · d2 чорна тура · f2 білий пішак · g2 білий пішак · h2 білий пішак · a1 біла тура · f1 білий слон · g1 білий король | g8 чорний король · f7 чорний пішак · e6 чорний слон · f6 білий пішак · g6 чорний пішак · h5 чорний пішак · f4 чорний ферзь · a3 білий ферзь · d2 чорна тура · f2 білий пішак · g2 білий пішак · h2 білий пішак · a1 біла тура · f1 білий слон · g1 білий король | g8 чорний король · f7 чорний пішак · e6 чорний слон · f6 білий пішак · g6 чорний пішак · h5 чорний пішак · f4 чорний ферзь · a3 білий ферзь · d2 чорна тура · f2 білий пішак · g2 білий пішак · h2 білий пішак · a1 біла тура · f1 білий слон · g1 білий король | g8 чорний король · f7 чорний пішак · e6 чорний слон · f6 білий пішак · g6 чорний пішак · h5 чорний пішак · f4 чорний ферзь · a3 білий ферзь · d2 чорна тура · f2 білий пішак · g2 білий пішак · h2 білий пішак · a1 біла тура · f1 білий слон · g1 білий король | g8 чорний король · f7 чорний пішак · e6 чорний слон · f6 білий пішак · g6 чорний пішак · h5 чорний пішак · f4 чорний ферзь · a3 білий ферзь · d2 чорна тура · f2 білий пішак · g2 білий пішак · h2 білий пішак · a1 біла тура · f1 білий слон · g1 білий король | g8 чорний король · f7 чорний пішак · e6 чорний слон · f6 білий пішак · g6 чорний пішак · h5 чорний пішак · f4 чорний ферзь · a3 білий ферзь · d2 чорна тура · f2 білий пішак · g2 білий пішак · h2 білий пішак · a1 біла тура · f1 білий слон · g1 білий король | 4 |
| 3 | g8 чорний король · f7 чорний пішак · e6 чорний слон · f6 білий пішак · g6 чорний пішак · h5 чорний пішак · f4 чорний ферзь · a3 білий ферзь · d2 чорна тура · f2 білий пішак · g2 білий пішак · h2 білий пішак · a1 біла тура · f1 білий слон · g1 білий король | g8 чорний король · f7 чорний пішак · e6 чорний слон · f6 білий пішак · g6 чорний пішак · h5 чорний пішак · f4 чорний ферзь · a3 білий ферзь · d2 чорна тура · f2 білий пішак · g2 білий пішак · h2 білий пішак · a1 біла тура · f1 білий слон · g1 білий король | g8 чорний король · f7 чорний пішак · e6 чорний слон · f6 білий пішак · g6 чорний пішак · h5 чорний пішак · f4 чорний ферзь · a3 білий ферзь · d2 чорна тура · f2 білий пішак · g2 білий пішак · h2 білий пішак · a1 біла тура · f1 білий слон · g1 білий король | g8 чорний король · f7 чорний пішак · e6 чорний слон · f6 білий пішак · g6 чорний пішак · h5 чорний пішак · f4 чорний ферзь · a3 білий ферзь · d2 чорна тура · f2 білий пішак · g2 білий пішак · h2 білий пішак · a1 біла тура · f1 білий слон · g1 білий король | g8 чорний король · f7 чорний пішак · e6 чорний слон · f6 білий пішак · g6 чорний пішак · h5 чорний пішак · f4 чорний ферзь · a3 білий ферзь · d2 чорна тура · f2 білий пішак · g2 білий пішак · h2 білий пішак · a1 біла тура · f1 білий слон · g1 білий король | g8 чорний король · f7 чорний пішак · e6 чорний слон · f6 білий пішак · g6 чорний пішак · h5 чорний пішак · f4 чорний ферзь · a3 білий ферзь · d2 чорна тура · f2 білий пішак · g2 білий пішак · h2 білий пішак · a1 біла тура · f1 білий слон · g1 білий король | g8 чорний король · f7 чорний пішак · e6 чорний слон · f6 білий пішак · g6 чорний пішак · h5 чорний пішак · f4 чорний ферзь · a3 білий ферзь · d2 чорна тура · f2 білий пішак · g2 білий пішак · h2 білий пішак · a1 біла тура · f1 білий слон · g1 білий король | g8 чорний король · f7 чорний пішак · e6 чорний слон · f6 білий пішак · g6 чорний пішак · h5 чорний пішак · f4 чорний ферзь · a3 білий ферзь · d2 чорна тура · f2 білий пішак · g2 білий пішак · h2 білий пішак · a1 біла тура · f1 білий слон · g1 білий король | 3 |
| 2 | g8 чорний король · f7 чорний пішак · e6 чорний слон · f6 білий пішак · g6 чорний пішак · h5 чорний пішак · f4 чорний ферзь · a3 білий ферзь · d2 чорна тура · f2 білий пішак · g2 білий пішак · h2 білий пішак · a1 біла тура · f1 білий слон · g1 білий король | g8 чорний король · f7 чорний пішак · e6 чорний слон · f6 білий пішак · g6 чорний пішак · h5 чорний пішак · f4 чорний ферзь · a3 білий ферзь · d2 чорна тура · f2 білий пішак · g2 білий пішак · h2 білий пішак · a1 біла тура · f1 білий слон · g1 білий король | g8 чорний король · f7 чорний пішак · e6 чорний слон · f6 білий пішак · g6 чорний пішак · h5 чорний пішак · f4 чорний ферзь · a3 білий ферзь · d2 чорна тура · f2 білий пішак · g2 білий пішак · h2 білий пішак · a1 біла тура · f1 білий слон · g1 білий король | g8 чорний король · f7 чорний пішак · e6 чорний слон · f6 білий пішак · g6 чорний пішак · h5 чорний пішак · f4 чорний ферзь · a3 білий ферзь · d2 чорна тура · f2 білий пішак · g2 білий пішак · h2 білий пішак · a1 біла тура · f1 білий слон · g1 білий король | g8 чорний король · f7 чорний пішак · e6 чорний слон · f6 білий пішак · g6 чорний пішак · h5 чорний пішак · f4 чорний ферзь · a3 білий ферзь · d2 чорна тура · f2 білий пішак · g2 білий пішак · h2 білий пішак · a1 біла тура · f1 білий слон · g1 білий король | g8 чорний король · f7 чорний пішак · e6 чорний слон · f6 білий пішак · g6 чорний пішак · h5 чорний пішак · f4 чорний ферзь · a3 білий ферзь · d2 чорна тура · f2 білий пішак · g2 білий пішак · h2 білий пішак · a1 біла тура · f1 білий слон · g1 білий король | g8 чорний король · f7 чорний пішак · e6 чорний слон · f6 білий пішак · g6 чорний пішак · h5 чорний пішак · f4 чорний ферзь · a3 білий ферзь · d2 чорна тура · f2 білий пішак · g2 білий пішак · h2 білий пішак · a1 біла тура · f1 білий слон · g1 білий король | g8 чорний король · f7 чорний пішак · e6 чорний слон · f6 білий пішак · g6 чорний пішак · h5 чорний пішак · f4 чорний ферзь · a3 білий ферзь · d2 чорна тура · f2 білий пішак · g2 білий пішак · h2 білий пішак · a1 біла тура · f1 білий слон · g1 білий король | 2 |
| 1 | g8 чорний король · f7 чорний пішак · e6 чорний слон · f6 білий пішак · g6 чорний пішак · h5 чорний пішак · f4 чорний ферзь · a3 білий ферзь · d2 чорна тура · f2 білий пішак · g2 білий пішак · h2 білий пішак · a1 біла тура · f1 білий слон · g1 білий король | g8 чорний король · f7 чорний пішак · e6 чорний слон · f6 білий пішак · g6 чорний пішак · h5 чорний пішак · f4 чорний ферзь · a3 білий ферзь · d2 чорна тура · f2 білий пішак · g2 білий пішак · h2 білий пішак · a1 біла тура · f1 білий слон · g1 білий король | g8 чорний король · f7 чорний пішак · e6 чорний слон · f6 білий пішак · g6 чорний пішак · h5 чорний пішак · f4 чорний ферзь · a3 білий ферзь · d2 чорна тура · f2 білий пішак · g2 білий пішак · h2 білий пішак · a1 біла тура · f1 білий слон · g1 білий король | g8 чорний король · f7 чорний пішак · e6 чорний слон · f6 білий пішак · g6 чорний пішак · h5 чорний пішак · f4 чорний ферзь · a3 білий ферзь · d2 чорна тура · f2 білий пішак · g2 білий пішак · h2 білий пішак · a1 біла тура · f1 білий слон · g1 білий король | g8 чорний король · f7 чорний пішак · e6 чорний слон · f6 білий пішак · g6 чорний пішак · h5 чорний пішак · f4 чорний ферзь · a3 білий ферзь · d2 чорна тура · f2 білий пішак · g2 білий пішак · h2 білий пішак · a1 біла тура · f1 білий слон · g1 білий король | g8 чорний король · f7 чорний пішак · e6 чорний слон · f6 білий пішак · g6 чорний пішак · h5 чорний пішак · f4 чорний ферзь · a3 білий ферзь · d2 чорна тура · f2 білий пішак · g2 білий пішак · h2 білий пішак · a1 біла тура · f1 білий слон · g1 білий король | g8 чорний король · f7 чорний пішак · e6 чорний слон · f6 білий пішак · g6 чорний пішак · h5 чорний пішак · f4 чорний ферзь · a3 білий ферзь · d2 чорна тура · f2 білий пішак · g2 білий пішак · h2 білий пішак · a1 біла тура · f1 білий слон · g1 білий король | g8 чорний король · f7 чорний пішак · e6 чорний слон · f6 білий пішак · g6 чорний пішак · h5 чорний пішак · f4 чорний ферзь · a3 білий ферзь · d2 чорна тура · f2 білий пішак · g2 білий пішак · h2 білий пішак · a1 біла тура · f1 білий слон · g1 білий король | 1 |
|   | a | b | c | d | e | f | g | h |   |

1. Фf8+!! (заволікання короля на f8) 
1...   Kp:f8
2. Ta8+  і мат за три ходи
- складні ( включають кілька тактичних ідей.)

|   | a | b | c | d | e | f | g | h |   |
| 8 | c8 чорний король · e8 чорна тура · g8 чорна тура · a7 чорний пішак · b7 чорний пішак · c7 чорний слон · f7 чорний пішак · g6 чорний слон · c5 чорний ферзь · d5 білий пішак · c4 білий пішак · f4 білий пішак · e3 чорний пішак · f3 білий пішак · h3 чорний пішак · a2 білий пішак · e2 білий ферзь · h2 білий пішак · c1 біла тура · d1 білий слон · e1 біла тура · f1 білий кінь · h1 білий король | c8 чорний король · e8 чорна тура · g8 чорна тура · a7 чорний пішак · b7 чорний пішак · c7 чорний слон · f7 чорний пішак · g6 чорний слон · c5 чорний ферзь · d5 білий пішак · c4 білий пішак · f4 білий пішак · e3 чорний пішак · f3 білий пішак · h3 чорний пішак · a2 білий пішак · e2 білий ферзь · h2 білий пішак · c1 біла тура · d1 білий слон · e1 біла тура · f1 білий кінь · h1 білий король | c8 чорний король · e8 чорна тура · g8 чорна тура · a7 чорний пішак · b7 чорний пішак · c7 чорний слон · f7 чорний пішак · g6 чорний слон · c5 чорний ферзь · d5 білий пішак · c4 білий пішак · f4 білий пішак · e3 чорний пішак · f3 білий пішак · h3 чорний пішак · a2 білий пішак · e2 білий ферзь · h2 білий пішак · c1 біла тура · d1 білий слон · e1 біла тура · f1 білий кінь · h1 білий король | c8 чорний король · e8 чорна тура · g8 чорна тура · a7 чорний пішак · b7 чорний пішак · c7 чорний слон · f7 чорний пішак · g6 чорний слон · c5 чорний ферзь · d5 білий пішак · c4 білий пішак · f4 білий пішак · e3 чорний пішак · f3 білий пішак · h3 чорний пішак · a2 білий пішак · e2 білий ферзь · h2 білий пішак · c1 біла тура · d1 білий слон · e1 біла тура · f1 білий кінь · h1 білий король | c8 чорний король · e8 чорна тура · g8 чорна тура · a7 чорний пішак · b7 чорний пішак · c7 чорний слон · f7 чорний пішак · g6 чорний слон · c5 чорний ферзь · d5 білий пішак · c4 білий пішак · f4 білий пішак · e3 чорний пішак · f3 білий пішак · h3 чорний пішак · a2 білий пішак · e2 білий ферзь · h2 білий пішак · c1 біла тура · d1 білий слон · e1 біла тура · f1 білий кінь · h1 білий король | c8 чорний король · e8 чорна тура · g8 чорна тура · a7 чорний пішак · b7 чорний пішак · c7 чорний слон · f7 чорний пішак · g6 чорний слон · c5 чорний ферзь · d5 білий пішак · c4 білий пішак · f4 білий пішак · e3 чорний пішак · f3 білий пішак · h3 чорний пішак · a2 білий пішак · e2 білий ферзь · h2 білий пішак · c1 біла тура · d1 білий слон · e1 біла тура · f1 білий кінь · h1 білий король | c8 чорний король · e8 чорна тура · g8 чорна тура · a7 чорний пішак · b7 чорний пішак · c7 чорний слон · f7 чорний пішак · g6 чорний слон · c5 чорний ферзь · d5 білий пішак · c4 білий пішак · f4 білий пішак · e3 чорний пішак · f3 білий пішак · h3 чорний пішак · a2 білий пішак · e2 білий ферзь · h2 білий пішак · c1 біла тура · d1 білий слон · e1 біла тура · f1 білий кінь · h1 білий король | c8 чорний король · e8 чорна тура · g8 чорна тура · a7 чорний пішак · b7 чорний пішак · c7 чорний слон · f7 чорний пішак · g6 чорний слон · c5 чорний ферзь · d5 білий пішак · c4 білий пішак · f4 білий пішак · e3 чорний пішак · f3 білий пішак · h3 чорний пішак · a2 білий пішак · e2 білий ферзь · h2 білий пішак · c1 біла тура · d1 білий слон · e1 біла тура · f1 білий кінь · h1 білий король | 8 |
| 7 | c8 чорний король · e8 чорна тура · g8 чорна тура · a7 чорний пішак · b7 чорний пішак · c7 чорний слон · f7 чорний пішак · g6 чорний слон · c5 чорний ферзь · d5 білий пішак · c4 білий пішак · f4 білий пішак · e3 чорний пішак · f3 білий пішак · h3 чорний пішак · a2 білий пішак · e2 білий ферзь · h2 білий пішак · c1 біла тура · d1 білий слон · e1 біла тура · f1 білий кінь · h1 білий король | c8 чорний король · e8 чорна тура · g8 чорна тура · a7 чорний пішак · b7 чорний пішак · c7 чорний слон · f7 чорний пішак · g6 чорний слон · c5 чорний ферзь · d5 білий пішак · c4 білий пішак · f4 білий пішак · e3 чорний пішак · f3 білий пішак · h3 чорний пішак · a2 білий пішак · e2 білий ферзь · h2 білий пішак · c1 біла тура · d1 білий слон · e1 біла тура · f1 білий кінь · h1 білий король | c8 чорний король · e8 чорна тура · g8 чорна тура · a7 чорний пішак · b7 чорний пішак · c7 чорний слон · f7 чорний пішак · g6 чорний слон · c5 чорний ферзь · d5 білий пішак · c4 білий пішак · f4 білий пішак · e3 чорний пішак · f3 білий пішак · h3 чорний пішак · a2 білий пішак · e2 білий ферзь · h2 білий пішак · c1 біла тура · d1 білий слон · e1 біла тура · f1 білий кінь · h1 білий король | c8 чорний король · e8 чорна тура · g8 чорна тура · a7 чорний пішак · b7 чорний пішак · c7 чорний слон · f7 чорний пішак · g6 чорний слон · c5 чорний ферзь · d5 білий пішак · c4 білий пішак · f4 білий пішак · e3 чорний пішак · f3 білий пішак · h3 чорний пішак · a2 білий пішак · e2 білий ферзь · h2 білий пішак · c1 біла тура · d1 білий слон · e1 біла тура · f1 білий кінь · h1 білий король | c8 чорний король · e8 чорна тура · g8 чорна тура · a7 чорний пішак · b7 чорний пішак · c7 чорний слон · f7 чорний пішак · g6 чорний слон · c5 чорний ферзь · d5 білий пішак · c4 білий пішак · f4 білий пішак · e3 чорний пішак · f3 білий пішак · h3 чорний пішак · a2 білий пішак · e2 білий ферзь · h2 білий пішак · c1 біла тура · d1 білий слон · e1 біла тура · f1 білий кінь · h1 білий король | c8 чорний король · e8 чорна тура · g8 чорна тура · a7 чорний пішак · b7 чорний пішак · c7 чорний слон · f7 чорний пішак · g6 чорний слон · c5 чорний ферзь · d5 білий пішак · c4 білий пішак · f4 білий пішак · e3 чорний пішак · f3 білий пішак · h3 чорний пішак · a2 білий пішак · e2 білий ферзь · h2 білий пішак · c1 біла тура · d1 білий слон · e1 біла тура · f1 білий кінь · h1 білий король | c8 чорний король · e8 чорна тура · g8 чорна тура · a7 чорний пішак · b7 чорний пішак · c7 чорний слон · f7 чорний пішак · g6 чорний слон · c5 чорний ферзь · d5 білий пішак · c4 білий пішак · f4 білий пішак · e3 чорний пішак · f3 білий пішак · h3 чорний пішак · a2 білий пішак · e2 білий ферзь · h2 білий пішак · c1 біла тура · d1 білий слон · e1 біла тура · f1 білий кінь · h1 білий король | c8 чорний король · e8 чорна тура · g8 чорна тура · a7 чорний пішак · b7 чорний пішак · c7 чорний слон · f7 чорний пішак · g6 чорний слон · c5 чорний ферзь · d5 білий пішак · c4 білий пішак · f4 білий пішак · e3 чорний пішак · f3 білий пішак · h3 чорний пішак · a2 білий пішак · e2 білий ферзь · h2 білий пішак · c1 біла тура · d1 білий слон · e1 біла тура · f1 білий кінь · h1 білий король | 7 |
| 6 | c8 чорний король · e8 чорна тура · g8 чорна тура · a7 чорний пішак · b7 чорний пішак · c7 чорний слон · f7 чорний пішак · g6 чорний слон · c5 чорний ферзь · d5 білий пішак · c4 білий пішак · f4 білий пішак · e3 чорний пішак · f3 білий пішак · h3 чорний пішак · a2 білий пішак · e2 білий ферзь · h2 білий пішак · c1 біла тура · d1 білий слон · e1 біла тура · f1 білий кінь · h1 білий король | c8 чорний король · e8 чорна тура · g8 чорна тура · a7 чорний пішак · b7 чорний пішак · c7 чорний слон · f7 чорний пішак · g6 чорний слон · c5 чорний ферзь · d5 білий пішак · c4 білий пішак · f4 білий пішак · e3 чорний пішак · f3 білий пішак · h3 чорний пішак · a2 білий пішак · e2 білий ферзь · h2 білий пішак · c1 біла тура · d1 білий слон · e1 біла тура · f1 білий кінь · h1 білий король | c8 чорний король · e8 чорна тура · g8 чорна тура · a7 чорний пішак · b7 чорний пішак · c7 чорний слон · f7 чорний пішак · g6 чорний слон · c5 чорний ферзь · d5 білий пішак · c4 білий пішак · f4 білий пішак · e3 чорний пішак · f3 білий пішак · h3 чорний пішак · a2 білий пішак · e2 білий ферзь · h2 білий пішак · c1 біла тура · d1 білий слон · e1 біла тура · f1 білий кінь · h1 білий король | c8 чорний король · e8 чорна тура · g8 чорна тура · a7 чорний пішак · b7 чорний пішак · c7 чорний слон · f7 чорний пішак · g6 чорний слон · c5 чорний ферзь · d5 білий пішак · c4 білий пішак · f4 білий пішак · e3 чорний пішак · f3 білий пішак · h3 чорний пішак · a2 білий пішак · e2 білий ферзь · h2 білий пішак · c1 біла тура · d1 білий слон · e1 біла тура · f1 білий кінь · h1 білий король | c8 чорний король · e8 чорна тура · g8 чорна тура · a7 чорний пішак · b7 чорний пішак · c7 чорний слон · f7 чорний пішак · g6 чорний слон · c5 чорний ферзь · d5 білий пішак · c4 білий пішак · f4 білий пішак · e3 чорний пішак · f3 білий пішак · h3 чорний пішак · a2 білий пішак · e2 білий ферзь · h2 білий пішак · c1 біла тура · d1 білий слон · e1 біла тура · f1 білий кінь · h1 білий король | c8 чорний король · e8 чорна тура · g8 чорна тура · a7 чорний пішак · b7 чорний пішак · c7 чорний слон · f7 чорний пішак · g6 чорний слон · c5 чорний ферзь · d5 білий пішак · c4 білий пішак · f4 білий пішак · e3 чорний пішак · f3 білий пішак · h3 чорний пішак · a2 білий пішак · e2 білий ферзь · h2 білий пішак · c1 біла тура · d1 білий слон · e1 біла тура · f1 білий кінь · h1 білий король | c8 чорний король · e8 чорна тура · g8 чорна тура · a7 чорний пішак · b7 чорний пішак · c7 чорний слон · f7 чорний пішак · g6 чорний слон · c5 чорний ферзь · d5 білий пішак · c4 білий пішак · f4 білий пішак · e3 чорний пішак · f3 білий пішак · h3 чорний пішак · a2 білий пішак · e2 білий ферзь · h2 білий пішак · c1 біла тура · d1 білий слон · e1 біла тура · f1 білий кінь · h1 білий король | c8 чорний король · e8 чорна тура · g8 чорна тура · a7 чорний пішак · b7 чорний пішак · c7 чорний слон · f7 чорний пішак · g6 чорний слон · c5 чорний ферзь · d5 білий пішак · c4 білий пішак · f4 білий пішак · e3 чорний пішак · f3 білий пішак · h3 чорний пішак · a2 білий пішак · e2 білий ферзь · h2 білий пішак · c1 біла тура · d1 білий слон · e1 біла тура · f1 білий кінь · h1 білий король | 6 |
| 5 | c8 чорний король · e8 чорна тура · g8 чорна тура · a7 чорний пішак · b7 чорний пішак · c7 чорний слон · f7 чорний пішак · g6 чорний слон · c5 чорний ферзь · d5 білий пішак · c4 білий пішак · f4 білий пішак · e3 чорний пішак · f3 білий пішак · h3 чорний пішак · a2 білий пішак · e2 білий ферзь · h2 білий пішак · c1 біла тура · d1 білий слон · e1 біла тура · f1 білий кінь · h1 білий король | c8 чорний король · e8 чорна тура · g8 чорна тура · a7 чорний пішак · b7 чорний пішак · c7 чорний слон · f7 чорний пішак · g6 чорний слон · c5 чорний ферзь · d5 білий пішак · c4 білий пішак · f4 білий пішак · e3 чорний пішак · f3 білий пішак · h3 чорний пішак · a2 білий пішак · e2 білий ферзь · h2 білий пішак · c1 біла тура · d1 білий слон · e1 біла тура · f1 білий кінь · h1 білий король | c8 чорний король · e8 чорна тура · g8 чорна тура · a7 чорний пішак · b7 чорний пішак · c7 чорний слон · f7 чорний пішак · g6 чорний слон · c5 чорний ферзь · d5 білий пішак · c4 білий пішак · f4 білий пішак · e3 чорний пішак · f3 білий пішак · h3 чорний пішак · a2 білий пішак · e2 білий ферзь · h2 білий пішак · c1 біла тура · d1 білий слон · e1 біла тура · f1 білий кінь · h1 білий король | c8 чорний король · e8 чорна тура · g8 чорна тура · a7 чорний пішак · b7 чорний пішак · c7 чорний слон · f7 чорний пішак · g6 чорний слон · c5 чорний ферзь · d5 білий пішак · c4 білий пішак · f4 білий пішак · e3 чорний пішак · f3 білий пішак · h3 чорний пішак · a2 білий пішак · e2 білий ферзь · h2 білий пішак · c1 біла тура · d1 білий слон · e1 біла тура · f1 білий кінь · h1 білий король | c8 чорний король · e8 чорна тура · g8 чорна тура · a7 чорний пішак · b7 чорний пішак · c7 чорний слон · f7 чорний пішак · g6 чорний слон · c5 чорний ферзь · d5 білий пішак · c4 білий пішак · f4 білий пішак · e3 чорний пішак · f3 білий пішак · h3 чорний пішак · a2 білий пішак · e2 білий ферзь · h2 білий пішак · c1 біла тура · d1 білий слон · e1 біла тура · f1 білий кінь · h1 білий король | c8 чорний король · e8 чорна тура · g8 чорна тура · a7 чорний пішак · b7 чорний пішак · c7 чорний слон · f7 чорний пішак · g6 чорний слон · c5 чорний ферзь · d5 білий пішак · c4 білий пішак · f4 білий пішак · e3 чорний пішак · f3 білий пішак · h3 чорний пішак · a2 білий пішак · e2 білий ферзь · h2 білий пішак · c1 біла тура · d1 білий слон · e1 біла тура · f1 білий кінь · h1 білий король | c8 чорний король · e8 чорна тура · g8 чорна тура · a7 чорний пішак · b7 чорний пішак · c7 чорний слон · f7 чорний пішак · g6 чорний слон · c5 чорний ферзь · d5 білий пішак · c4 білий пішак · f4 білий пішак · e3 чорний пішак · f3 білий пішак · h3 чорний пішак · a2 білий пішак · e2 білий ферзь · h2 білий пішак · c1 біла тура · d1 білий слон · e1 біла тура · f1 білий кінь · h1 білий король | c8 чорний король · e8 чорна тура · g8 чорна тура · a7 чорний пішак · b7 чорний пішак · c7 чорний слон · f7 чорний пішак · g6 чорний слон · c5 чорний ферзь · d5 білий пішак · c4 білий пішак · f4 білий пішак · e3 чорний пішак · f3 білий пішак · h3 чорний пішак · a2 білий пішак · e2 білий ферзь · h2 білий пішак · c1 біла тура · d1 білий слон · e1 біла тура · f1 білий кінь · h1 білий король | 5 |
| 4 | c8 чорний король · e8 чорна тура · g8 чорна тура · a7 чорний пішак · b7 чорний пішак · c7 чорний слон · f7 чорний пішак · g6 чорний слон · c5 чорний ферзь · d5 білий пішак · c4 білий пішак · f4 білий пішак · e3 чорний пішак · f3 білий пішак · h3 чорний пішак · a2 білий пішак · e2 білий ферзь · h2 білий пішак · c1 біла тура · d1 білий слон · e1 біла тура · f1 білий кінь · h1 білий король | c8 чорний король · e8 чорна тура · g8 чорна тура · a7 чорний пішак · b7 чорний пішак · c7 чорний слон · f7 чорний пішак · g6 чорний слон · c5 чорний ферзь · d5 білий пішак · c4 білий пішак · f4 білий пішак · e3 чорний пішак · f3 білий пішак · h3 чорний пішак · a2 білий пішак · e2 білий ферзь · h2 білий пішак · c1 біла тура · d1 білий слон · e1 біла тура · f1 білий кінь · h1 білий король | c8 чорний король · e8 чорна тура · g8 чорна тура · a7 чорний пішак · b7 чорний пішак · c7 чорний слон · f7 чорний пішак · g6 чорний слон · c5 чорний ферзь · d5 білий пішак · c4 білий пішак · f4 білий пішак · e3 чорний пішак · f3 білий пішак · h3 чорний пішак · a2 білий пішак · e2 білий ферзь · h2 білий пішак · c1 біла тура · d1 білий слон · e1 біла тура · f1 білий кінь · h1 білий король | c8 чорний король · e8 чорна тура · g8 чорна тура · a7 чорний пішак · b7 чорний пішак · c7 чорний слон · f7 чорний пішак · g6 чорний слон · c5 чорний ферзь · d5 білий пішак · c4 білий пішак · f4 білий пішак · e3 чорний пішак · f3 білий пішак · h3 чорний пішак · a2 білий пішак · e2 білий ферзь · h2 білий пішак · c1 біла тура · d1 білий слон · e1 біла тура · f1 білий кінь · h1 білий король | c8 чорний король · e8 чорна тура · g8 чорна тура · a7 чорний пішак · b7 чорний пішак · c7 чорний слон · f7 чорний пішак · g6 чорний слон · c5 чорний ферзь · d5 білий пішак · c4 білий пішак · f4 білий пішак · e3 чорний пішак · f3 білий пішак · h3 чорний пішак · a2 білий пішак · e2 білий ферзь · h2 білий пішак · c1 біла тура · d1 білий слон · e1 біла тура · f1 білий кінь · h1 білий король | c8 чорний король · e8 чорна тура · g8 чорна тура · a7 чорний пішак · b7 чорний пішак · c7 чорний слон · f7 чорний пішак · g6 чорний слон · c5 чорний ферзь · d5 білий пішак · c4 білий пішак · f4 білий пішак · e3 чорний пішак · f3 білий пішак · h3 чорний пішак · a2 білий пішак · e2 білий ферзь · h2 білий пішак · c1 біла тура · d1 білий слон · e1 біла тура · f1 білий кінь · h1 білий король | c8 чорний король · e8 чорна тура · g8 чорна тура · a7 чорний пішак · b7 чорний пішак · c7 чорний слон · f7 чорний пішак · g6 чорний слон · c5 чорний ферзь · d5 білий пішак · c4 білий пішак · f4 білий пішак · e3 чорний пішак · f3 білий пішак · h3 чорний пішак · a2 білий пішак · e2 білий ферзь · h2 білий пішак · c1 біла тура · d1 білий слон · e1 біла тура · f1 білий кінь · h1 білий король | c8 чорний король · e8 чорна тура · g8 чорна тура · a7 чорний пішак · b7 чорний пішак · c7 чорний слон · f7 чорний пішак · g6 чорний слон · c5 чорний ферзь · d5 білий пішак · c4 білий пішак · f4 білий пішак · e3 чорний пішак · f3 білий пішак · h3 чорний пішак · a2 білий пішак · e2 білий ферзь · h2 білий пішак · c1 біла тура · d1 білий слон · e1 біла тура · f1 білий кінь · h1 білий король | 4 |
| 3 | c8 чорний король · e8 чорна тура · g8 чорна тура · a7 чорний пішак · b7 чорний пішак · c7 чорний слон · f7 чорний пішак · g6 чорний слон · c5 чорний ферзь · d5 білий пішак · c4 білий пішак · f4 білий пішак · e3 чорний пішак · f3 білий пішак · h3 чорний пішак · a2 білий пішак · e2 білий ферзь · h2 білий пішак · c1 біла тура · d1 білий слон · e1 біла тура · f1 білий кінь · h1 білий король | c8 чорний король · e8 чорна тура · g8 чорна тура · a7 чорний пішак · b7 чорний пішак · c7 чорний слон · f7 чорний пішак · g6 чорний слон · c5 чорний ферзь · d5 білий пішак · c4 білий пішак · f4 білий пішак · e3 чорний пішак · f3 білий пішак · h3 чорний пішак · a2 білий пішак · e2 білий ферзь · h2 білий пішак · c1 біла тура · d1 білий слон · e1 біла тура · f1 білий кінь · h1 білий король | c8 чорний король · e8 чорна тура · g8 чорна тура · a7 чорний пішак · b7 чорний пішак · c7 чорний слон · f7 чорний пішак · g6 чорний слон · c5 чорний ферзь · d5 білий пішак · c4 білий пішак · f4 білий пішак · e3 чорний пішак · f3 білий пішак · h3 чорний пішак · a2 білий пішак · e2 білий ферзь · h2 білий пішак · c1 біла тура · d1 білий слон · e1 біла тура · f1 білий кінь · h1 білий король | c8 чорний король · e8 чорна тура · g8 чорна тура · a7 чорний пішак · b7 чорний пішак · c7 чорний слон · f7 чорний пішак · g6 чорний слон · c5 чорний ферзь · d5 білий пішак · c4 білий пішак · f4 білий пішак · e3 чорний пішак · f3 білий пішак · h3 чорний пішак · a2 білий пішак · e2 білий ферзь · h2 білий пішак · c1 біла тура · d1 білий слон · e1 біла тура · f1 білий кінь · h1 білий король | c8 чорний король · e8 чорна тура · g8 чорна тура · a7 чорний пішак · b7 чорний пішак · c7 чорний слон · f7 чорний пішак · g6 чорний слон · c5 чорний ферзь · d5 білий пішак · c4 білий пішак · f4 білий пішак · e3 чорний пішак · f3 білий пішак · h3 чорний пішак · a2 білий пішак · e2 білий ферзь · h2 білий пішак · c1 біла тура · d1 білий слон · e1 біла тура · f1 білий кінь · h1 білий король | c8 чорний король · e8 чорна тура · g8 чорна тура · a7 чорний пішак · b7 чорний пішак · c7 чорний слон · f7 чорний пішак · g6 чорний слон · c5 чорний ферзь · d5 білий пішак · c4 білий пішак · f4 білий пішак · e3 чорний пішак · f3 білий пішак · h3 чорний пішак · a2 білий пішак · e2 білий ферзь · h2 білий пішак · c1 біла тура · d1 білий слон · e1 біла тура · f1 білий кінь · h1 білий король | c8 чорний король · e8 чорна тура · g8 чорна тура · a7 чорний пішак · b7 чорний пішак · c7 чорний слон · f7 чорний пішак · g6 чорний слон · c5 чорний ферзь · d5 білий пішак · c4 білий пішак · f4 білий пішак · e3 чорний пішак · f3 білий пішак · h3 чорний пішак · a2 білий пішак · e2 білий ферзь · h2 білий пішак · c1 біла тура · d1 білий слон · e1 біла тура · f1 білий кінь · h1 білий король | c8 чорний король · e8 чорна тура · g8 чорна тура · a7 чорний пішак · b7 чорний пішак · c7 чорний слон · f7 чорний пішак · g6 чорний слон · c5 чорний ферзь · d5 білий пішак · c4 білий пішак · f4 білий пішак · e3 чорний пішак · f3 білий пішак · h3 чорний пішак · a2 білий пішак · e2 білий ферзь · h2 білий пішак · c1 біла тура · d1 білий слон · e1 біла тура · f1 білий кінь · h1 білий король | 3 |
| 2 | c8 чорний король · e8 чорна тура · g8 чорна тура · a7 чорний пішак · b7 чорний пішак · c7 чорний слон · f7 чорний пішак · g6 чорний слон · c5 чорний ферзь · d5 білий пішак · c4 білий пішак · f4 білий пішак · e3 чорний пішак · f3 білий пішак · h3 чорний пішак · a2 білий пішак · e2 білий ферзь · h2 білий пішак · c1 біла тура · d1 білий слон · e1 біла тура · f1 білий кінь · h1 білий король | c8 чорний король · e8 чорна тура · g8 чорна тура · a7 чорний пішак · b7 чорний пішак · c7 чорний слон · f7 чорний пішак · g6 чорний слон · c5 чорний ферзь · d5 білий пішак · c4 білий пішак · f4 білий пішак · e3 чорний пішак · f3 білий пішак · h3 чорний пішак · a2 білий пішак · e2 білий ферзь · h2 білий пішак · c1 біла тура · d1 білий слон · e1 біла тура · f1 білий кінь · h1 білий король | c8 чорний король · e8 чорна тура · g8 чорна тура · a7 чорний пішак · b7 чорний пішак · c7 чорний слон · f7 чорний пішак · g6 чорний слон · c5 чорний ферзь · d5 білий пішак · c4 білий пішак · f4 білий пішак · e3 чорний пішак · f3 білий пішак · h3 чорний пішак · a2 білий пішак · e2 білий ферзь · h2 білий пішак · c1 біла тура · d1 білий слон · e1 біла тура · f1 білий кінь · h1 білий король | c8 чорний король · e8 чорна тура · g8 чорна тура · a7 чорний пішак · b7 чорний пішак · c7 чорний слон · f7 чорний пішак · g6 чорний слон · c5 чорний ферзь · d5 білий пішак · c4 білий пішак · f4 білий пішак · e3 чорний пішак · f3 білий пішак · h3 чорний пішак · a2 білий пішак · e2 білий ферзь · h2 білий пішак · c1 біла тура · d1 білий слон · e1 біла тура · f1 білий кінь · h1 білий король | c8 чорний король · e8 чорна тура · g8 чорна тура · a7 чорний пішак · b7 чорний пішак · c7 чорний слон · f7 чорний пішак · g6 чорний слон · c5 чорний ферзь · d5 білий пішак · c4 білий пішак · f4 білий пішак · e3 чорний пішак · f3 білий пішак · h3 чорний пішак · a2 білий пішак · e2 білий ферзь · h2 білий пішак · c1 біла тура · d1 білий слон · e1 біла тура · f1 білий кінь · h1 білий король | c8 чорний король · e8 чорна тура · g8 чорна тура · a7 чорний пішак · b7 чорний пішак · c7 чорний слон · f7 чорний пішак · g6 чорний слон · c5 чорний ферзь · d5 білий пішак · c4 білий пішак · f4 білий пішак · e3 чорний пішак · f3 білий пішак · h3 чорний пішак · a2 білий пішак · e2 білий ферзь · h2 білий пішак · c1 біла тура · d1 білий слон · e1 біла тура · f1 білий кінь · h1 білий король | c8 чорний король · e8 чорна тура · g8 чорна тура · a7 чорний пішак · b7 чорний пішак · c7 чорний слон · f7 чорний пішак · g6 чорний слон · c5 чорний ферзь · d5 білий пішак · c4 білий пішак · f4 білий пішак · e3 чорний пішак · f3 білий пішак · h3 чорний пішак · a2 білий пішак · e2 білий ферзь · h2 білий пішак · c1 біла тура · d1 білий слон · e1 біла тура · f1 білий кінь · h1 білий король | c8 чорний король · e8 чорна тура · g8 чорна тура · a7 чорний пішак · b7 чорний пішак · c7 чорний слон · f7 чорний пішак · g6 чорний слон · c5 чорний ферзь · d5 білий пішак · c4 білий пішак · f4 білий пішак · e3 чорний пішак · f3 білий пішак · h3 чорний пішак · a2 білий пішак · e2 білий ферзь · h2 білий пішак · c1 біла тура · d1 білий слон · e1 біла тура · f1 білий кінь · h1 білий король | 2 |
| 1 | c8 чорний король · e8 чорна тура · g8 чорна тура · a7 чорний пішак · b7 чорний пішак · c7 чорний слон · f7 чорний пішак · g6 чорний слон · c5 чорний ферзь · d5 білий пішак · c4 білий пішак · f4 білий пішак · e3 чорний пішак · f3 білий пішак · h3 чорний пішак · a2 білий пішак · e2 білий ферзь · h2 білий пішак · c1 біла тура · d1 білий слон · e1 біла тура · f1 білий кінь · h1 білий король | c8 чорний король · e8 чорна тура · g8 чорна тура · a7 чорний пішак · b7 чорний пішак · c7 чорний слон · f7 чорний пішак · g6 чорний слон · c5 чорний ферзь · d5 білий пішак · c4 білий пішак · f4 білий пішак · e3 чорний пішак · f3 білий пішак · h3 чорний пішак · a2 білий пішак · e2 білий ферзь · h2 білий пішак · c1 біла тура · d1 білий слон · e1 біла тура · f1 білий кінь · h1 білий король | c8 чорний король · e8 чорна тура · g8 чорна тура · a7 чорний пішак · b7 чорний пішак · c7 чорний слон · f7 чорний пішак · g6 чорний слон · c5 чорний ферзь · d5 білий пішак · c4 білий пішак · f4 білий пішак · e3 чорний пішак · f3 білий пішак · h3 чорний пішак · a2 білий пішак · e2 білий ферзь · h2 білий пішак · c1 біла тура · d1 білий слон · e1 біла тура · f1 білий кінь · h1 білий король | c8 чорний король · e8 чорна тура · g8 чорна тура · a7 чорний пішак · b7 чорний пішак · c7 чорний слон · f7 чорний пішак · g6 чорний слон · c5 чорний ферзь · d5 білий пішак · c4 білий пішак · f4 білий пішак · e3 чорний пішак · f3 білий пішак · h3 чорний пішак · a2 білий пішак · e2 білий ферзь · h2 білий пішак · c1 біла тура · d1 білий слон · e1 біла тура · f1 білий кінь · h1 білий король | c8 чорний король · e8 чорна тура · g8 чорна тура · a7 чорний пішак · b7 чорний пішак · c7 чорний слон · f7 чорний пішак · g6 чорний слон · c5 чорний ферзь · d5 білий пішак · c4 білий пішак · f4 білий пішак · e3 чорний пішак · f3 білий пішак · h3 чорний пішак · a2 білий пішак · e2 білий ферзь · h2 білий пішак · c1 біла тура · d1 білий слон · e1 біла тура · f1 білий кінь · h1 білий король | c8 чорний король · e8 чорна тура · g8 чорна тура · a7 чорний пішак · b7 чорний пішак · c7 чорний слон · f7 чорний пішак · g6 чорний слон · c5 чорний ферзь · d5 білий пішак · c4 білий пішак · f4 білий пішак · e3 чорний пішак · f3 білий пішак · h3 чорний пішак · a2 білий пішак · e2 білий ферзь · h2 білий пішак · c1 біла тура · d1 білий слон · e1 біла тура · f1 білий кінь · h1 білий король | c8 чорний король · e8 чорна тура · g8 чорна тура · a7 чорний пішак · b7 чорний пішак · c7 чорний слон · f7 чорний пішак · g6 чорний слон · c5 чорний ферзь · d5 білий пішак · c4 білий пішак · f4 білий пішак · e3 чорний пішак · f3 білий пішак · h3 чорний пішак · a2 білий пішак · e2 білий ферзь · h2 білий пішак · c1 біла тура · d1 білий слон · e1 біла тура · f1 білий кінь · h1 білий король | c8 чорний король · e8 чорна тура · g8 чорна тура · a7 чорний пішак · b7 чорний пішак · c7 чорний слон · f7 чорний пішак · g6 чорний слон · c5 чорний ферзь · d5 білий пішак · c4 білий пішак · f4 білий пішак · e3 чорний пішак · f3 білий пішак · h3 чорний пішак · a2 білий пішак · e2 білий ферзь · h2 білий пішак · c1 біла тура · d1 білий слон · e1 біла тура · f1 білий кінь · h1 білий король | 1 |
|   | a | b | c | d | e | f | g | h |   |

Тут заложений цілий комплекс тактичних ідей.
1. ...  Cd3! (відволікання ферзя з поля е2 і звільнення лінії g)
2. Ф:d3  Tg1+!(заволікання короля на поле g1 під відкритий шах)
3. Kp:g1  e2+
4.Ke3  T:e3 (якщо 4.Kph1 то Фf2!)
5. Фf5+  Te6+ (відкритий шах з одночасним перекриттям діагоналі h3 - с8)
6. Kph1  Фf2 Білі здались. (Якщо  7.Т:е2 Фf1Х; 7.Тg1 Ф:f3+ і т.д.)
|   | a | b | c | d | e | f | g | h |   |
| 8 | a8 чорна тура · b8 чорний кінь · f8 чорна тура · h8 чорний король · g7 чорний пішак · h7 чорний пішак · b6 чорний пішак · c6 білий кінь · f6 чорний пішак · a5 чорний пішак · e5 білий кінь · b4 білий пішак · c4 біла тура · a3 білий пішак · b3 білий ферзь · e3 білий пішак · f3 білий пішак · g3 чорний пішак · h3 чорний ферзь · f2 чорний кінь · c1 біла тура · g1 білий король | a8 чорна тура · b8 чорний кінь · f8 чорна тура · h8 чорний король · g7 чорний пішак · h7 чорний пішак · b6 чорний пішак · c6 білий кінь · f6 чорний пішак · a5 чорний пішак · e5 білий кінь · b4 білий пішак · c4 біла тура · a3 білий пішак · b3 білий ферзь · e3 білий пішак · f3 білий пішак · g3 чорний пішак · h3 чорний ферзь · f2 чорний кінь · c1 біла тура · g1 білий король | a8 чорна тура · b8 чорний кінь · f8 чорна тура · h8 чорний король · g7 чорний пішак · h7 чорний пішак · b6 чорний пішак · c6 білий кінь · f6 чорний пішак · a5 чорний пішак · e5 білий кінь · b4 білий пішак · c4 біла тура · a3 білий пішак · b3 білий ферзь · e3 білий пішак · f3 білий пішак · g3 чорний пішак · h3 чорний ферзь · f2 чорний кінь · c1 біла тура · g1 білий король | a8 чорна тура · b8 чорний кінь · f8 чорна тура · h8 чорний король · g7 чорний пішак · h7 чорний пішак · b6 чорний пішак · c6 білий кінь · f6 чорний пішак · a5 чорний пішак · e5 білий кінь · b4 білий пішак · c4 біла тура · a3 білий пішак · b3 білий ферзь · e3 білий пішак · f3 білий пішак · g3 чорний пішак · h3 чорний ферзь · f2 чорний кінь · c1 біла тура · g1 білий король | a8 чорна тура · b8 чорний кінь · f8 чорна тура · h8 чорний король · g7 чорний пішак · h7 чорний пішак · b6 чорний пішак · c6 білий кінь · f6 чорний пішак · a5 чорний пішак · e5 білий кінь · b4 білий пішак · c4 біла тура · a3 білий пішак · b3 білий ферзь · e3 білий пішак · f3 білий пішак · g3 чорний пішак · h3 чорний ферзь · f2 чорний кінь · c1 біла тура · g1 білий король | a8 чорна тура · b8 чорний кінь · f8 чорна тура · h8 чорний король · g7 чорний пішак · h7 чорний пішак · b6 чорний пішак · c6 білий кінь · f6 чорний пішак · a5 чорний пішак · e5 білий кінь · b4 білий пішак · c4 біла тура · a3 білий пішак · b3 білий ферзь · e3 білий пішак · f3 білий пішак · g3 чорний пішак · h3 чорний ферзь · f2 чорний кінь · c1 біла тура · g1 білий король | a8 чорна тура · b8 чорний кінь · f8 чорна тура · h8 чорний король · g7 чорний пішак · h7 чорний пішак · b6 чорний пішак · c6 білий кінь · f6 чорний пішак · a5 чорний пішак · e5 білий кінь · b4 білий пішак · c4 біла тура · a3 білий пішак · b3 білий ферзь · e3 білий пішак · f3 білий пішак · g3 чорний пішак · h3 чорний ферзь · f2 чорний кінь · c1 біла тура · g1 білий король | a8 чорна тура · b8 чорний кінь · f8 чорна тура · h8 чорний король · g7 чорний пішак · h7 чорний пішак · b6 чорний пішак · c6 білий кінь · f6 чорний пішак · a5 чорний пішак · e5 білий кінь · b4 білий пішак · c4 біла тура · a3 білий пішак · b3 білий ферзь · e3 білий пішак · f3 білий пішак · g3 чорний пішак · h3 чорний ферзь · f2 чорний кінь · c1 біла тура · g1 білий король | 8 |
| 7 | a8 чорна тура · b8 чорний кінь · f8 чорна тура · h8 чорний король · g7 чорний пішак · h7 чорний пішак · b6 чорний пішак · c6 білий кінь · f6 чорний пішак · a5 чорний пішак · e5 білий кінь · b4 білий пішак · c4 біла тура · a3 білий пішак · b3 білий ферзь · e3 білий пішак · f3 білий пішак · g3 чорний пішак · h3 чорний ферзь · f2 чорний кінь · c1 біла тура · g1 білий король | a8 чорна тура · b8 чорний кінь · f8 чорна тура · h8 чорний король · g7 чорний пішак · h7 чорний пішак · b6 чорний пішак · c6 білий кінь · f6 чорний пішак · a5 чорний пішак · e5 білий кінь · b4 білий пішак · c4 біла тура · a3 білий пішак · b3 білий ферзь · e3 білий пішак · f3 білий пішак · g3 чорний пішак · h3 чорний ферзь · f2 чорний кінь · c1 біла тура · g1 білий король | a8 чорна тура · b8 чорний кінь · f8 чорна тура · h8 чорний король · g7 чорний пішак · h7 чорний пішак · b6 чорний пішак · c6 білий кінь · f6 чорний пішак · a5 чорний пішак · e5 білий кінь · b4 білий пішак · c4 біла тура · a3 білий пішак · b3 білий ферзь · e3 білий пішак · f3 білий пішак · g3 чорний пішак · h3 чорний ферзь · f2 чорний кінь · c1 біла тура · g1 білий король | a8 чорна тура · b8 чорний кінь · f8 чорна тура · h8 чорний король · g7 чорний пішак · h7 чорний пішак · b6 чорний пішак · c6 білий кінь · f6 чорний пішак · a5 чорний пішак · e5 білий кінь · b4 білий пішак · c4 біла тура · a3 білий пішак · b3 білий ферзь · e3 білий пішак · f3 білий пішак · g3 чорний пішак · h3 чорний ферзь · f2 чорний кінь · c1 біла тура · g1 білий король | a8 чорна тура · b8 чорний кінь · f8 чорна тура · h8 чорний король · g7 чорний пішак · h7 чорний пішак · b6 чорний пішак · c6 білий кінь · f6 чорний пішак · a5 чорний пішак · e5 білий кінь · b4 білий пішак · c4 біла тура · a3 білий пішак · b3 білий ферзь · e3 білий пішак · f3 білий пішак · g3 чорний пішак · h3 чорний ферзь · f2 чорний кінь · c1 біла тура · g1 білий король | a8 чорна тура · b8 чорний кінь · f8 чорна тура · h8 чорний король · g7 чорний пішак · h7 чорний пішак · b6 чорний пішак · c6 білий кінь · f6 чорний пішак · a5 чорний пішак · e5 білий кінь · b4 білий пішак · c4 біла тура · a3 білий пішак · b3 білий ферзь · e3 білий пішак · f3 білий пішак · g3 чорний пішак · h3 чорний ферзь · f2 чорний кінь · c1 біла тура · g1 білий король | a8 чорна тура · b8 чорний кінь · f8 чорна тура · h8 чорний король · g7 чорний пішак · h7 чорний пішак · b6 чорний пішак · c6 білий кінь · f6 чорний пішак · a5 чорний пішак · e5 білий кінь · b4 білий пішак · c4 біла тура · a3 білий пішак · b3 білий ферзь · e3 білий пішак · f3 білий пішак · g3 чорний пішак · h3 чорний ферзь · f2 чорний кінь · c1 біла тура · g1 білий король | a8 чорна тура · b8 чорний кінь · f8 чорна тура · h8 чорний король · g7 чорний пішак · h7 чорний пішак · b6 чорний пішак · c6 білий кінь · f6 чорний пішак · a5 чорний пішак · e5 білий кінь · b4 білий пішак · c4 біла тура · a3 білий пішак · b3 білий ферзь · e3 білий пішак · f3 білий пішак · g3 чорний пішак · h3 чорний ферзь · f2 чорний кінь · c1 біла тура · g1 білий король | 7 |
| 6 | a8 чорна тура · b8 чорний кінь · f8 чорна тура · h8 чорний король · g7 чорний пішак · h7 чорний пішак · b6 чорний пішак · c6 білий кінь · f6 чорний пішак · a5 чорний пішак · e5 білий кінь · b4 білий пішак · c4 біла тура · a3 білий пішак · b3 білий ферзь · e3 білий пішак · f3 білий пішак · g3 чорний пішак · h3 чорний ферзь · f2 чорний кінь · c1 біла тура · g1 білий король | a8 чорна тура · b8 чорний кінь · f8 чорна тура · h8 чорний король · g7 чорний пішак · h7 чорний пішак · b6 чорний пішак · c6 білий кінь · f6 чорний пішак · a5 чорний пішак · e5 білий кінь · b4 білий пішак · c4 біла тура · a3 білий пішак · b3 білий ферзь · e3 білий пішак · f3 білий пішак · g3 чорний пішак · h3 чорний ферзь · f2 чорний кінь · c1 біла тура · g1 білий король | a8 чорна тура · b8 чорний кінь · f8 чорна тура · h8 чорний король · g7 чорний пішак · h7 чорний пішак · b6 чорний пішак · c6 білий кінь · f6 чорний пішак · a5 чорний пішак · e5 білий кінь · b4 білий пішак · c4 біла тура · a3 білий пішак · b3 білий ферзь · e3 білий пішак · f3 білий пішак · g3 чорний пішак · h3 чорний ферзь · f2 чорний кінь · c1 біла тура · g1 білий король | a8 чорна тура · b8 чорний кінь · f8 чорна тура · h8 чорний король · g7 чорний пішак · h7 чорний пішак · b6 чорний пішак · c6 білий кінь · f6 чорний пішак · a5 чорний пішак · e5 білий кінь · b4 білий пішак · c4 біла тура · a3 білий пішак · b3 білий ферзь · e3 білий пішак · f3 білий пішак · g3 чорний пішак · h3 чорний ферзь · f2 чорний кінь · c1 біла тура · g1 білий король | a8 чорна тура · b8 чорний кінь · f8 чорна тура · h8 чорний король · g7 чорний пішак · h7 чорний пішак · b6 чорний пішак · c6 білий кінь · f6 чорний пішак · a5 чорний пішак · e5 білий кінь · b4 білий пішак · c4 біла тура · a3 білий пішак · b3 білий ферзь · e3 білий пішак · f3 білий пішак · g3 чорний пішак · h3 чорний ферзь · f2 чорний кінь · c1 біла тура · g1 білий король | a8 чорна тура · b8 чорний кінь · f8 чорна тура · h8 чорний король · g7 чорний пішак · h7 чорний пішак · b6 чорний пішак · c6 білий кінь · f6 чорний пішак · a5 чорний пішак · e5 білий кінь · b4 білий пішак · c4 біла тура · a3 білий пішак · b3 білий ферзь · e3 білий пішак · f3 білий пішак · g3 чорний пішак · h3 чорний ферзь · f2 чорний кінь · c1 біла тура · g1 білий король | a8 чорна тура · b8 чорний кінь · f8 чорна тура · h8 чорний король · g7 чорний пішак · h7 чорний пішак · b6 чорний пішак · c6 білий кінь · f6 чорний пішак · a5 чорний пішак · e5 білий кінь · b4 білий пішак · c4 біла тура · a3 білий пішак · b3 білий ферзь · e3 білий пішак · f3 білий пішак · g3 чорний пішак · h3 чорний ферзь · f2 чорний кінь · c1 біла тура · g1 білий король | a8 чорна тура · b8 чорний кінь · f8 чорна тура · h8 чорний король · g7 чорний пішак · h7 чорний пішак · b6 чорний пішак · c6 білий кінь · f6 чорний пішак · a5 чорний пішак · e5 білий кінь · b4 білий пішак · c4 біла тура · a3 білий пішак · b3 білий ферзь · e3 білий пішак · f3 білий пішак · g3 чорний пішак · h3 чорний ферзь · f2 чорний кінь · c1 біла тура · g1 білий король | 6 |
| 5 | a8 чорна тура · b8 чорний кінь · f8 чорна тура · h8 чорний король · g7 чорний пішак · h7 чорний пішак · b6 чорний пішак · c6 білий кінь · f6 чорний пішак · a5 чорний пішак · e5 білий кінь · b4 білий пішак · c4 біла тура · a3 білий пішак · b3 білий ферзь · e3 білий пішак · f3 білий пішак · g3 чорний пішак · h3 чорний ферзь · f2 чорний кінь · c1 біла тура · g1 білий король | a8 чорна тура · b8 чорний кінь · f8 чорна тура · h8 чорний король · g7 чорний пішак · h7 чорний пішак · b6 чорний пішак · c6 білий кінь · f6 чорний пішак · a5 чорний пішак · e5 білий кінь · b4 білий пішак · c4 біла тура · a3 білий пішак · b3 білий ферзь · e3 білий пішак · f3 білий пішак · g3 чорний пішак · h3 чорний ферзь · f2 чорний кінь · c1 біла тура · g1 білий король | a8 чорна тура · b8 чорний кінь · f8 чорна тура · h8 чорний король · g7 чорний пішак · h7 чорний пішак · b6 чорний пішак · c6 білий кінь · f6 чорний пішак · a5 чорний пішак · e5 білий кінь · b4 білий пішак · c4 біла тура · a3 білий пішак · b3 білий ферзь · e3 білий пішак · f3 білий пішак · g3 чорний пішак · h3 чорний ферзь · f2 чорний кінь · c1 біла тура · g1 білий король | a8 чорна тура · b8 чорний кінь · f8 чорна тура · h8 чорний король · g7 чорний пішак · h7 чорний пішак · b6 чорний пішак · c6 білий кінь · f6 чорний пішак · a5 чорний пішак · e5 білий кінь · b4 білий пішак · c4 біла тура · a3 білий пішак · b3 білий ферзь · e3 білий пішак · f3 білий пішак · g3 чорний пішак · h3 чорний ферзь · f2 чорний кінь · c1 біла тура · g1 білий король | a8 чорна тура · b8 чорний кінь · f8 чорна тура · h8 чорний король · g7 чорний пішак · h7 чорний пішак · b6 чорний пішак · c6 білий кінь · f6 чорний пішак · a5 чорний пішак · e5 білий кінь · b4 білий пішак · c4 біла тура · a3 білий пішак · b3 білий ферзь · e3 білий пішак · f3 білий пішак · g3 чорний пішак · h3 чорний ферзь · f2 чорний кінь · c1 біла тура · g1 білий король | a8 чорна тура · b8 чорний кінь · f8 чорна тура · h8 чорний король · g7 чорний пішак · h7 чорний пішак · b6 чорний пішак · c6 білий кінь · f6 чорний пішак · a5 чорний пішак · e5 білий кінь · b4 білий пішак · c4 біла тура · a3 білий пішак · b3 білий ферзь · e3 білий пішак · f3 білий пішак · g3 чорний пішак · h3 чорний ферзь · f2 чорний кінь · c1 біла тура · g1 білий король | a8 чорна тура · b8 чорний кінь · f8 чорна тура · h8 чорний король · g7 чорний пішак · h7 чорний пішак · b6 чорний пішак · c6 білий кінь · f6 чорний пішак · a5 чорний пішак · e5 білий кінь · b4 білий пішак · c4 біла тура · a3 білий пішак · b3 білий ферзь · e3 білий пішак · f3 білий пішак · g3 чорний пішак · h3 чорний ферзь · f2 чорний кінь · c1 біла тура · g1 білий король | a8 чорна тура · b8 чорний кінь · f8 чорна тура · h8 чорний король · g7 чорний пішак · h7 чорний пішак · b6 чорний пішак · c6 білий кінь · f6 чорний пішак · a5 чорний пішак · e5 білий кінь · b4 білий пішак · c4 біла тура · a3 білий пішак · b3 білий ферзь · e3 білий пішак · f3 білий пішак · g3 чорний пішак · h3 чорний ферзь · f2 чорний кінь · c1 біла тура · g1 білий король | 5 |
| 4 | a8 чорна тура · b8 чорний кінь · f8 чорна тура · h8 чорний король · g7 чорний пішак · h7 чорний пішак · b6 чорний пішак · c6 білий кінь · f6 чорний пішак · a5 чорний пішак · e5 білий кінь · b4 білий пішак · c4 біла тура · a3 білий пішак · b3 білий ферзь · e3 білий пішак · f3 білий пішак · g3 чорний пішак · h3 чорний ферзь · f2 чорний кінь · c1 біла тура · g1 білий король | a8 чорна тура · b8 чорний кінь · f8 чорна тура · h8 чорний король · g7 чорний пішак · h7 чорний пішак · b6 чорний пішак · c6 білий кінь · f6 чорний пішак · a5 чорний пішак · e5 білий кінь · b4 білий пішак · c4 біла тура · a3 білий пішак · b3 білий ферзь · e3 білий пішак · f3 білий пішак · g3 чорний пішак · h3 чорний ферзь · f2 чорний кінь · c1 біла тура · g1 білий король | a8 чорна тура · b8 чорний кінь · f8 чорна тура · h8 чорний король · g7 чорний пішак · h7 чорний пішак · b6 чорний пішак · c6 білий кінь · f6 чорний пішак · a5 чорний пішак · e5 білий кінь · b4 білий пішак · c4 біла тура · a3 білий пішак · b3 білий ферзь · e3 білий пішак · f3 білий пішак · g3 чорний пішак · h3 чорний ферзь · f2 чорний кінь · c1 біла тура · g1 білий король | a8 чорна тура · b8 чорний кінь · f8 чорна тура · h8 чорний король · g7 чорний пішак · h7 чорний пішак · b6 чорний пішак · c6 білий кінь · f6 чорний пішак · a5 чорний пішак · e5 білий кінь · b4 білий пішак · c4 біла тура · a3 білий пішак · b3 білий ферзь · e3 білий пішак · f3 білий пішак · g3 чорний пішак · h3 чорний ферзь · f2 чорний кінь · c1 біла тура · g1 білий король | a8 чорна тура · b8 чорний кінь · f8 чорна тура · h8 чорний король · g7 чорний пішак · h7 чорний пішак · b6 чорний пішак · c6 білий кінь · f6 чорний пішак · a5 чорний пішак · e5 білий кінь · b4 білий пішак · c4 біла тура · a3 білий пішак · b3 білий ферзь · e3 білий пішак · f3 білий пішак · g3 чорний пішак · h3 чорний ферзь · f2 чорний кінь · c1 біла тура · g1 білий король | a8 чорна тура · b8 чорний кінь · f8 чорна тура · h8 чорний король · g7 чорний пішак · h7 чорний пішак · b6 чорний пішак · c6 білий кінь · f6 чорний пішак · a5 чорний пішак · e5 білий кінь · b4 білий пішак · c4 біла тура · a3 білий пішак · b3 білий ферзь · e3 білий пішак · f3 білий пішак · g3 чорний пішак · h3 чорний ферзь · f2 чорний кінь · c1 біла тура · g1 білий король | a8 чорна тура · b8 чорний кінь · f8 чорна тура · h8 чорний король · g7 чорний пішак · h7 чорний пішак · b6 чорний пішак · c6 білий кінь · f6 чорний пішак · a5 чорний пішак · e5 білий кінь · b4 білий пішак · c4 біла тура · a3 білий пішак · b3 білий ферзь · e3 білий пішак · f3 білий пішак · g3 чорний пішак · h3 чорний ферзь · f2 чорний кінь · c1 біла тура · g1 білий король | a8 чорна тура · b8 чорний кінь · f8 чорна тура · h8 чорний король · g7 чорний пішак · h7 чорний пішак · b6 чорний пішак · c6 білий кінь · f6 чорний пішак · a5 чорний пішак · e5 білий кінь · b4 білий пішак · c4 біла тура · a3 білий пішак · b3 білий ферзь · e3 білий пішак · f3 білий пішак · g3 чорний пішак · h3 чорний ферзь · f2 чорний кінь · c1 біла тура · g1 білий король | 4 |
| 3 | a8 чорна тура · b8 чорний кінь · f8 чорна тура · h8 чорний король · g7 чорний пішак · h7 чорний пішак · b6 чорний пішак · c6 білий кінь · f6 чорний пішак · a5 чорний пішак · e5 білий кінь · b4 білий пішак · c4 біла тура · a3 білий пішак · b3 білий ферзь · e3 білий пішак · f3 білий пішак · g3 чорний пішак · h3 чорний ферзь · f2 чорний кінь · c1 біла тура · g1 білий король | a8 чорна тура · b8 чорний кінь · f8 чорна тура · h8 чорний король · g7 чорний пішак · h7 чорний пішак · b6 чорний пішак · c6 білий кінь · f6 чорний пішак · a5 чорний пішак · e5 білий кінь · b4 білий пішак · c4 біла тура · a3 білий пішак · b3 білий ферзь · e3 білий пішак · f3 білий пішак · g3 чорний пішак · h3 чорний ферзь · f2 чорний кінь · c1 біла тура · g1 білий король | a8 чорна тура · b8 чорний кінь · f8 чорна тура · h8 чорний король · g7 чорний пішак · h7 чорний пішак · b6 чорний пішак · c6 білий кінь · f6 чорний пішак · a5 чорний пішак · e5 білий кінь · b4 білий пішак · c4 біла тура · a3 білий пішак · b3 білий ферзь · e3 білий пішак · f3 білий пішак · g3 чорний пішак · h3 чорний ферзь · f2 чорний кінь · c1 біла тура · g1 білий король | a8 чорна тура · b8 чорний кінь · f8 чорна тура · h8 чорний король · g7 чорний пішак · h7 чорний пішак · b6 чорний пішак · c6 білий кінь · f6 чорний пішак · a5 чорний пішак · e5 білий кінь · b4 білий пішак · c4 біла тура · a3 білий пішак · b3 білий ферзь · e3 білий пішак · f3 білий пішак · g3 чорний пішак · h3 чорний ферзь · f2 чорний кінь · c1 біла тура · g1 білий король | a8 чорна тура · b8 чорний кінь · f8 чорна тура · h8 чорний король · g7 чорний пішак · h7 чорний пішак · b6 чорний пішак · c6 білий кінь · f6 чорний пішак · a5 чорний пішак · e5 білий кінь · b4 білий пішак · c4 біла тура · a3 білий пішак · b3 білий ферзь · e3 білий пішак · f3 білий пішак · g3 чорний пішак · h3 чорний ферзь · f2 чорний кінь · c1 біла тура · g1 білий король | a8 чорна тура · b8 чорний кінь · f8 чорна тура · h8 чорний король · g7 чорний пішак · h7 чорний пішак · b6 чорний пішак · c6 білий кінь · f6 чорний пішак · a5 чорний пішак · e5 білий кінь · b4 білий пішак · c4 біла тура · a3 білий пішак · b3 білий ферзь · e3 білий пішак · f3 білий пішак · g3 чорний пішак · h3 чорний ферзь · f2 чорний кінь · c1 біла тура · g1 білий король | a8 чорна тура · b8 чорний кінь · f8 чорна тура · h8 чорний король · g7 чорний пішак · h7 чорний пішак · b6 чорний пішак · c6 білий кінь · f6 чорний пішак · a5 чорний пішак · e5 білий кінь · b4 білий пішак · c4 біла тура · a3 білий пішак · b3 білий ферзь · e3 білий пішак · f3 білий пішак · g3 чорний пішак · h3 чорний ферзь · f2 чорний кінь · c1 біла тура · g1 білий король | a8 чорна тура · b8 чорний кінь · f8 чорна тура · h8 чорний король · g7 чорний пішак · h7 чорний пішак · b6 чорний пішак · c6 білий кінь · f6 чорний пішак · a5 чорний пішак · e5 білий кінь · b4 білий пішак · c4 біла тура · a3 білий пішак · b3 білий ферзь · e3 білий пішак · f3 білий пішак · g3 чорний пішак · h3 чорний ферзь · f2 чорний кінь · c1 біла тура · g1 білий король | 3 |
| 2 | a8 чорна тура · b8 чорний кінь · f8 чорна тура · h8 чорний король · g7 чорний пішак · h7 чорний пішак · b6 чорний пішак · c6 білий кінь · f6 чорний пішак · a5 чорний пішак · e5 білий кінь · b4 білий пішак · c4 біла тура · a3 білий пішак · b3 білий ферзь · e3 білий пішак · f3 білий пішак · g3 чорний пішак · h3 чорний ферзь · f2 чорний кінь · c1 біла тура · g1 білий король | a8 чорна тура · b8 чорний кінь · f8 чорна тура · h8 чорний король · g7 чорний пішак · h7 чорний пішак · b6 чорний пішак · c6 білий кінь · f6 чорний пішак · a5 чорний пішак · e5 білий кінь · b4 білий пішак · c4 біла тура · a3 білий пішак · b3 білий ферзь · e3 білий пішак · f3 білий пішак · g3 чорний пішак · h3 чорний ферзь · f2 чорний кінь · c1 біла тура · g1 білий король | a8 чорна тура · b8 чорний кінь · f8 чорна тура · h8 чорний король · g7 чорний пішак · h7 чорний пішак · b6 чорний пішак · c6 білий кінь · f6 чорний пішак · a5 чорний пішак · e5 білий кінь · b4 білий пішак · c4 біла тура · a3 білий пішак · b3 білий ферзь · e3 білий пішак · f3 білий пішак · g3 чорний пішак · h3 чорний ферзь · f2 чорний кінь · c1 біла тура · g1 білий король | a8 чорна тура · b8 чорний кінь · f8 чорна тура · h8 чорний король · g7 чорний пішак · h7 чорний пішак · b6 чорний пішак · c6 білий кінь · f6 чорний пішак · a5 чорний пішак · e5 білий кінь · b4 білий пішак · c4 біла тура · a3 білий пішак · b3 білий ферзь · e3 білий пішак · f3 білий пішак · g3 чорний пішак · h3 чорний ферзь · f2 чорний кінь · c1 біла тура · g1 білий король | a8 чорна тура · b8 чорний кінь · f8 чорна тура · h8 чорний король · g7 чорний пішак · h7 чорний пішак · b6 чорний пішак · c6 білий кінь · f6 чорний пішак · a5 чорний пішак · e5 білий кінь · b4 білий пішак · c4 біла тура · a3 білий пішак · b3 білий ферзь · e3 білий пішак · f3 білий пішак · g3 чорний пішак · h3 чорний ферзь · f2 чорний кінь · c1 біла тура · g1 білий король | a8 чорна тура · b8 чорний кінь · f8 чорна тура · h8 чорний король · g7 чорний пішак · h7 чорний пішак · b6 чорний пішак · c6 білий кінь · f6 чорний пішак · a5 чорний пішак · e5 білий кінь · b4 білий пішак · c4 біла тура · a3 білий пішак · b3 білий ферзь · e3 білий пішак · f3 білий пішак · g3 чорний пішак · h3 чорний ферзь · f2 чорний кінь · c1 біла тура · g1 білий король | a8 чорна тура · b8 чорний кінь · f8 чорна тура · h8 чорний король · g7 чорний пішак · h7 чорний пішак · b6 чорний пішак · c6 білий кінь · f6 чорний пішак · a5 чорний пішак · e5 білий кінь · b4 білий пішак · c4 біла тура · a3 білий пішак · b3 білий ферзь · e3 білий пішак · f3 білий пішак · g3 чорний пішак · h3 чорний ферзь · f2 чорний кінь · c1 біла тура · g1 білий король | a8 чорна тура · b8 чорний кінь · f8 чорна тура · h8 чорний король · g7 чорний пішак · h7 чорний пішак · b6 чорний пішак · c6 білий кінь · f6 чорний пішак · a5 чорний пішак · e5 білий кінь · b4 білий пішак · c4 біла тура · a3 білий пішак · b3 білий ферзь · e3 білий пішак · f3 білий пішак · g3 чорний пішак · h3 чорний ферзь · f2 чорний кінь · c1 біла тура · g1 білий король | 2 |
| 1 | a8 чорна тура · b8 чорний кінь · f8 чорна тура · h8 чорний король · g7 чорний пішак · h7 чорний пішак · b6 чорний пішак · c6 білий кінь · f6 чорний пішак · a5 чорний пішак · e5 білий кінь · b4 білий пішак · c4 біла тура · a3 білий пішак · b3 білий ферзь · e3 білий пішак · f3 білий пішак · g3 чорний пішак · h3 чорний ферзь · f2 чорний кінь · c1 біла тура · g1 білий король | a8 чорна тура · b8 чорний кінь · f8 чорна тура · h8 чорний король · g7 чорний пішак · h7 чорний пішак · b6 чорний пішак · c6 білий кінь · f6 чорний пішак · a5 чорний пішак · e5 білий кінь · b4 білий пішак · c4 біла тура · a3 білий пішак · b3 білий ферзь · e3 білий пішак · f3 білий пішак · g3 чорний пішак · h3 чорний ферзь · f2 чорний кінь · c1 біла тура · g1 білий король | a8 чорна тура · b8 чорний кінь · f8 чорна тура · h8 чорний король · g7 чорний пішак · h7 чорний пішак · b6 чорний пішак · c6 білий кінь · f6 чорний пішак · a5 чорний пішак · e5 білий кінь · b4 білий пішак · c4 біла тура · a3 білий пішак · b3 білий ферзь · e3 білий пішак · f3 білий пішак · g3 чорний пішак · h3 чорний ферзь · f2 чорний кінь · c1 біла тура · g1 білий король | a8 чорна тура · b8 чорний кінь · f8 чорна тура · h8 чорний король · g7 чорний пішак · h7 чорний пішак · b6 чорний пішак · c6 білий кінь · f6 чорний пішак · a5 чорний пішак · e5 білий кінь · b4 білий пішак · c4 біла тура · a3 білий пішак · b3 білий ферзь · e3 білий пішак · f3 білий пішак · g3 чорний пішак · h3 чорний ферзь · f2 чорний кінь · c1 біла тура · g1 білий король | a8 чорна тура · b8 чорний кінь · f8 чорна тура · h8 чорний король · g7 чорний пішак · h7 чорний пішак · b6 чорний пішак · c6 білий кінь · f6 чорний пішак · a5 чорний пішак · e5 білий кінь · b4 білий пішак · c4 біла тура · a3 білий пішак · b3 білий ферзь · e3 білий пішак · f3 білий пішак · g3 чорний пішак · h3 чорний ферзь · f2 чорний кінь · c1 біла тура · g1 білий король | a8 чорна тура · b8 чорний кінь · f8 чорна тура · h8 чорний король · g7 чорний пішак · h7 чорний пішак · b6 чорний пішак · c6 білий кінь · f6 чорний пішак · a5 чорний пішак · e5 білий кінь · b4 білий пішак · c4 біла тура · a3 білий пішак · b3 білий ферзь · e3 білий пішак · f3 білий пішак · g3 чорний пішак · h3 чорний ферзь · f2 чорний кінь · c1 біла тура · g1 білий король | a8 чорна тура · b8 чорний кінь · f8 чорна тура · h8 чорний король · g7 чорний пішак · h7 чорний пішак · b6 чорний пішак · c6 білий кінь · f6 чорний пішак · a5 чорний пішак · e5 білий кінь · b4 білий пішак · c4 біла тура · a3 білий пішак · b3 білий ферзь · e3 білий пішак · f3 білий пішак · g3 чорний пішак · h3 чорний ферзь · f2 чорний кінь · c1 біла тура · g1 білий король | a8 чорна тура · b8 чорний кінь · f8 чорна тура · h8 чорний король · g7 чорний пішак · h7 чорний пішак · b6 чорний пішак · c6 білий кінь · f6 чорний пішак · a5 чорний пішак · e5 білий кінь · b4 білий пішак · c4 біла тура · a3 білий пішак · b3 білий ферзь · e3 білий пішак · f3 білий пішак · g3 чорний пішак · h3 чорний ферзь · f2 чорний кінь · c1 біла тура · g1 білий король | 1 |
|   | a | b | c | d | e | f | g | h |   |

Тут білим грозить неминучий мат 1. ... Фh1X.  Але слідує феєрверк жертв - і білі виграють.
1. Тh4!  Ф:h4  2.Фg8+  Kp:g8 3.Ke7+ Kph8 4. Kf7+!  T:f7 5.Tc8+  Tf8 6.T:f8X
Розглянемо елементи комбінації:
1. Тh4  - "Відволікання" -  жертва тури і назва першого елемента комбінації;
2. Фg8+ -  "Завлікання" - завдання, яке виконав ферзь ціною свого "життя";
3. Ке7+ - "Звільнення лінії" - за допомогою цього прийома розгружається вертикаль "с";
4. Кf7+ - "Перевантаження" - чорна тура не може одночасно відбивати угрози коня с5 і тури с1;
5. Тс8+ - "Слабкість останньої горизонталі", назва останнього елемента комбінації.[6]